# La Roche-Guyon
La Roche-Guyon este o comună franceză situată în departamentul Val-d'Oise, în regiunea Île-de-France.
Situat la poalele versanților platoului Vexin pe malul drept al unei meandre a Senei, satul este renumit pentru castelul său, proprietate a familiei La Rochefoucauld, dominat de un donjon medieval. Locul, clasat printre cele mai frumoase sate din Franța (este singura comună din Île-de-France care beneficiază de acest label), a devenit în secolul al XIX-lea un centru de vacanță și a găzduit numeroase celebrități din domeniul artelor și literaturii.

## Geografie

### Localizare
Comuna este situată în sud-vestul departamentului Val-d'Oise, la granița dintre Île-de-France și Normandia, la intersecția celor trei departamente Val-d'Oise, Yvelines și Eure.
Se află la aproximativ 66 de kilometri nord-vest de Paris și la 40 de kilometri vest de Pontoise.

### Comune limitrofe
|                       | Amenucourt          | Chérence           |
| Gasny (Eure)          |                     | Haute-Isle         |
| Gommecourt (Yvelines) | Freneuse (Yvelines) | Moisson (Yvelines) |

### Relief

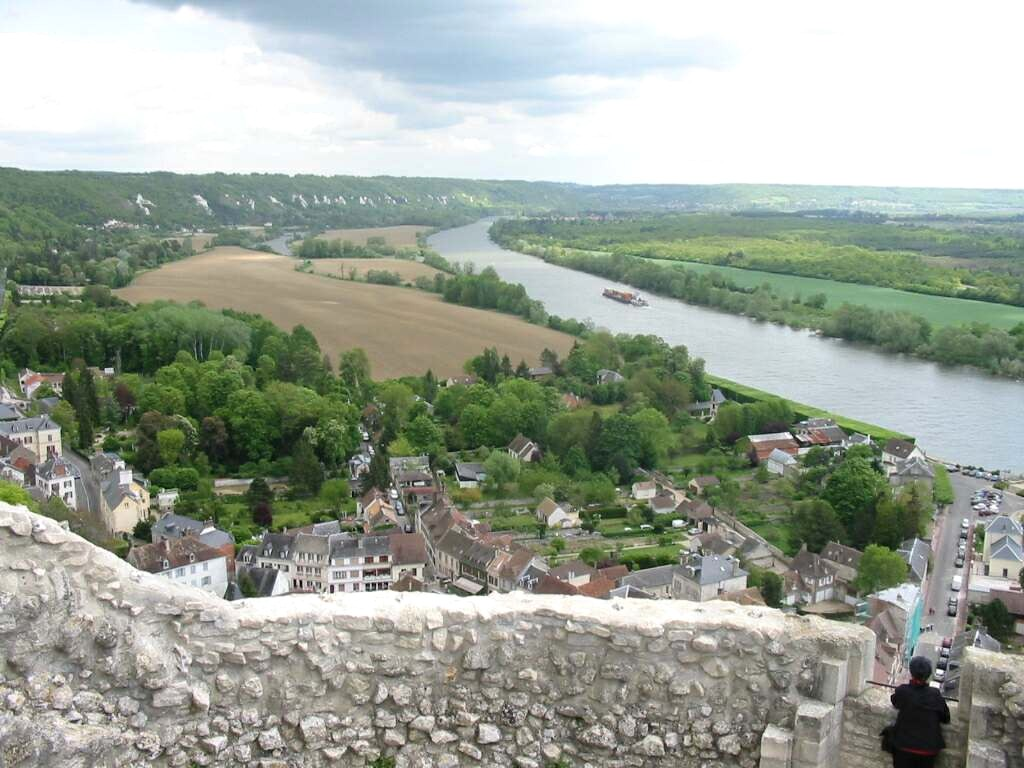
Locul văzut din donjon spre amonte pe valea Senei.

Satul este situat într-o meandră a Senei, pe malul drept al fluviului, la poalele unui perete abrupt de cretă care delimitează marginea platoului Vexinului francez. Este cel mai vestic sat din departamentul Val-d'Oise, iar Sena, în partea de vest a comunei, reprezintă punctul cel mai jos al departamentului, la 13 metri altitudine (altitudine medie).
Săpat direct în stâncă, un coridor îngust își lansează cele 250 de trepte către donjonul care se ridică de aproape un mileniu pe stâncă. Priveliștea oferă, spre nord, Vexinul și câmpiile sale de cereale, iar dedesubt, Sena curge la poalele stâncii.
Teritoriul comunei cuprinde trei părți clar delimitate de relief:
- fundul văii aluviale a Senei, la o altitudine variind de la 23 de metri în centrul satului la 16 metri pe malul fluviului; aici se află zona locuită, satul și castelul;
- platoul din partea de nord, cu o altitudine maximă de 123 de metri deasupra castelului, menținându-se între 120 și 130 de metri mai la nord, cu adânci incizii datorate eroziunii care a format talveguri orientate spre Epte, care curge în nord-est; această zonă este ocupată în mare parte de pădurea regională de la Roche-Guyon;
- între cele două, platoul, foarte fragmentat, ocupă o lățime de aproximativ 250 de metri, cu o diferență de altitudine de 80 până la 100 de metri; acesta se prelungește spre vest printr-o creastă îngustă între valea Senei la sud și cea a râului Epte la nord.

Spațiul rural, care cuprinde aproximativ jumătate păduri în nord (pădurea de la Roche, pădurea comunală) și terenuri cultivate (în principal pentru culturile de cereale), ocupa 431,14 hectare în 1999, adică 93 % din suprafața comunei. Dintre cei 7 % de spațiu urban (32,82 hectare), 45,9 % erau alcătuiți din zone neconstruite, în principal grădini, 27,2 % erau ocupate de locuințe joase continue, 13,2 % de locuințe individuale, 0,4 % de boves (locuințe trogloditice), iar 13,7 % erau dedicate echipamentelor, în special parcărilor, și transporturilor, mai ales suprafața ocupată de infrastructura rutieră.

### Căi de comunicație și transport

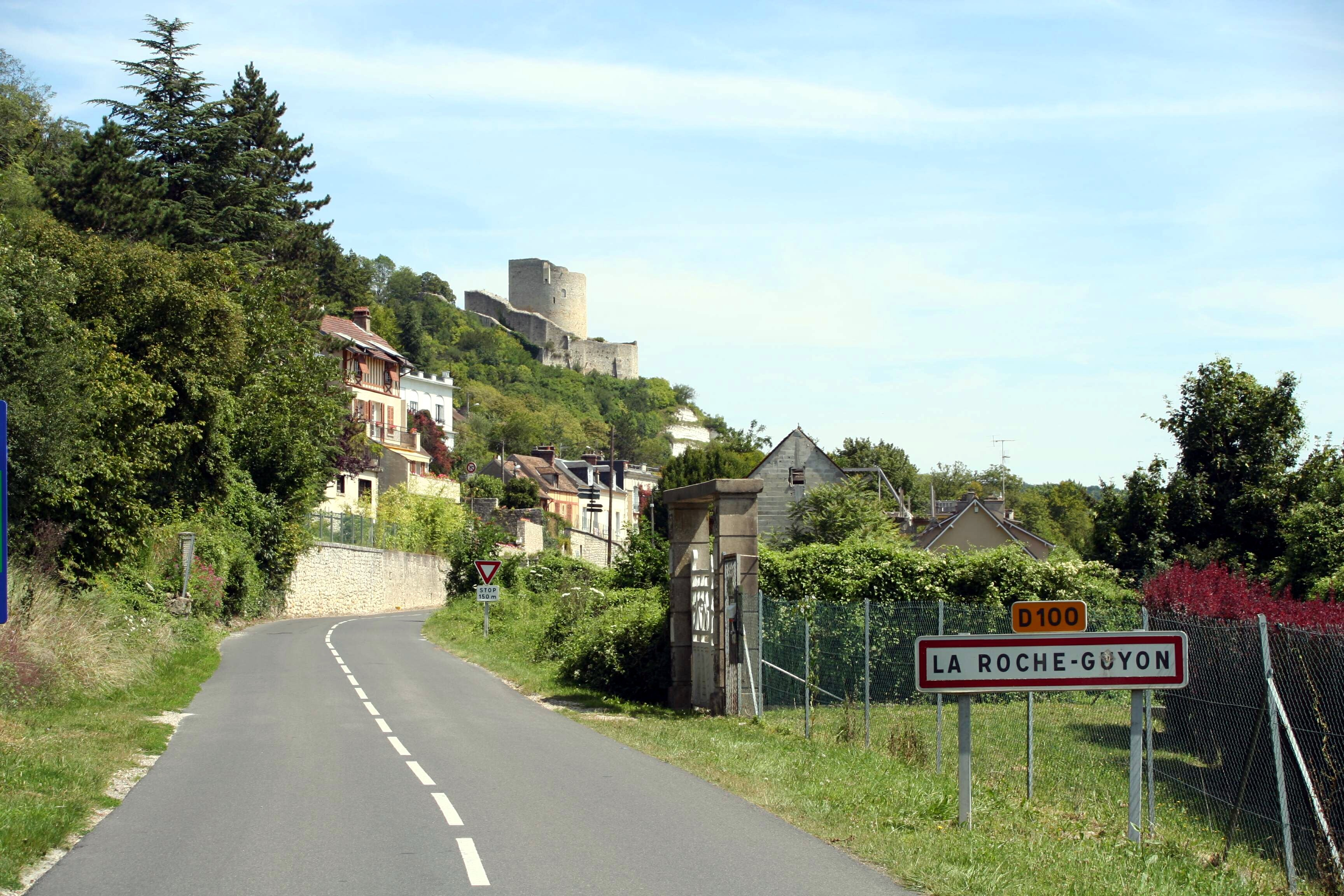
Intrarea vestică a satului.

Comunicările rutiere sunt asigurate de două drumuri departamentale: drumul departamental 913, care leagă Vétheuil de Gasny și traversează centrul satului, și drumul departamental 100, care leagă Vétheuil de Bonnières-sur-Seine prin platou; acesta constituie între Chérence și La Roche-Guyon „drumul crestelor”.
Comuna este deservită de următoarele linii de transport in comun:
- Réseau de bus du Vexin: 95-11, 95-42, 95-47.

Un traseu de drumeție de lungă distanță, GR 2, traversează satul de la est la vest. Acest traseu, care urmează malul drept al Senei între Dijon și Le Havre, ajunge în sat dinspre Vétheuil prin creasta platoului. Din acest traseu se desprinde către nord „GR de pays de la vallée de l'Epte”, care traversează pădurea La Roche-Guyon. Teritoriul comunei nu are nicio pistă pentru biciclete și nu a fost niciodată traversat de o linie de cale ferată.
Aceste infrastructuri terestre au un impact foarte limitat în ceea ce privește poluarea sonoră, comuna nefiind afectată de clasificarea infrastructurilor datorită traficului rutier redus (mai puțin de 5 000 de vehicule pe zi).
Niciun pod nu mai traversează Sena din 1940.

### Geologie și riscuri industriale
Geologia comunei este specifică Vexinului francez, parte constitutivă a bazinului parizian, și se caracterizează prin natura sa sedimentară.
Subsolul include mai multe tipuri de roci suprapuse. Prima este creta albă campaniană, cea mai veche, datând de aproximativ 80 de milioane de ani și având o grosime de aproximativ optzeci de metri, care iese la suprafață în fundurile văilor. Aceasta este acoperită de un strat de calcar din Montien (65 de milioane de ani), piatra de construcție emblematică a Vexinului, urmată de straturi de argilă și nisip din Ypresian, printre care argilele din Sparnacian, cu o grosime de cinci până la cincisprezece metri, al căror caracter impermeabil provoacă apariția unor linii de izvoare și face ca fundurile văilor să fie mlăștinoase. Acest strat este suprapus de nisipul din Cuisian, cu o grosime de zece până la treizeci de metri.
Mai departe se află masa importantă de calcar lutețian, cu o grosime de douăzeci până la patruzeci de metri, care constituie baza platoului Vexin. Prezența sa explică fenomenele carstice. Straturile Bartonian care urmează (de acum 40 de milioane de ani) alternează gresia și nisipul din Auversian, localitatea fiind stratotipul (referința mondială în materie de geologie), apoi calcarul de Saint-Ouen, nisipurile din Marinesian, cu o grosime de cinci până la treizeci de metri.
Diferitele straturi sedimentare sunt adâncite de văile Senei și ale râului Epte, al căror fund este format din aluviuni. Cele vizibile la La Roche-Guyon sunt vechi, grosiere, bogate în pietriș și au o grosime de câteva zeci de metri.
Comuna cuprinde trei situri industriale sau de servicii, însă niciunul nu este înregistrat în baza de date a Ministerului Ecologiei referitoare la siturile și solurile poluate (sau potențial poluate) care necesită o acțiune din partea autorităților publice, fie preventivă, fie curativă (BASOL).

### Hidrografie și riscuri naturale

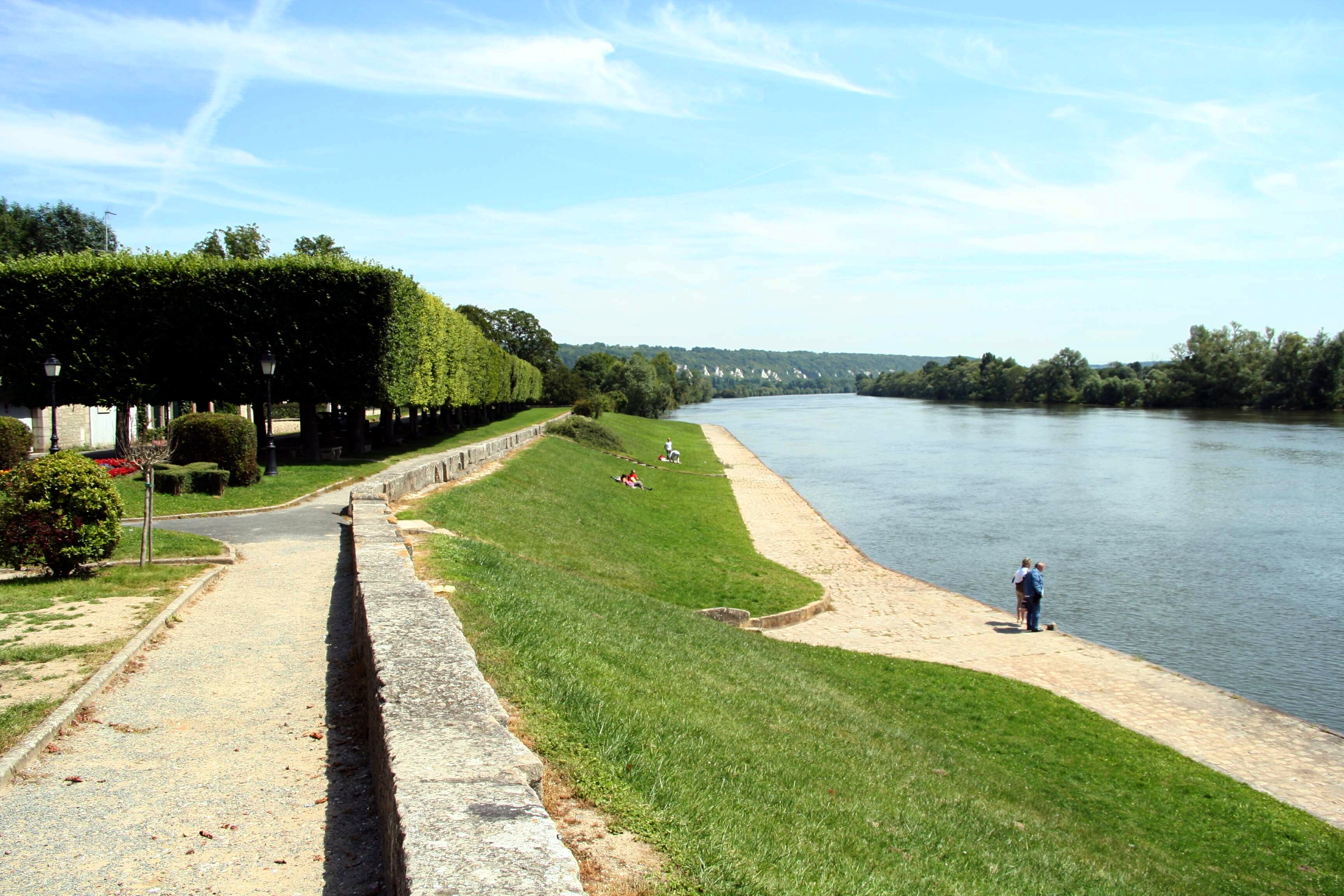
Cheiurile Senei.

Teritoriul comunei este mărginit la sud de Sena pe o lungime de puțin sub trei kilometri. Fluviul, care altădată era presărat cu mai multe insule, a fost parțial rectificat și canalizat: insula Demoiselles la est și insula aux Bœufs la vest au fost unite cu malul drept.
Situația geografică a satului face ca comuna să fie deosebit de vulnerabilă la riscuri naturale: întreaga câmpie aluvială care include satul este expusă riscului de inundații în urma unei creșteri a nivelului Senei, iar versantul platoului care o domină, fiind deosebit de friabil, prezintă un risc ridicat de alunecări de teren.
Apa potabilă provine din surse subterane. Are o calitate bacteriologică foarte bună, este puțin dură, slab fluorurată, conține puține pesticide, dar are un conținut ridicat de nitrați.

### Clima
În 2010, clima din comuna La Roche-Guyon era de tip oceanic al câmpiilor din Centru și de Nord, conform unui studiu a CNRS care se baza pe o serie de date care acoperă perioada 1971-2000. În 2020, Météo-France a publicat o tipologie a climei din Franța metropolitană în care comuna este expusă la un climat oceanic și se încadrează în regiunea climatică sud-vestică a bazinului parizian, caracterizată prin precipitații scăzute, în special în primăvară (120 până la 150 mm) și un iarnă rece (3,5 °C).
Pentru perioada 1971-2000, temperatura medie anuală este de 11 °C, cu o amplitudine termică anuală de 14,4 °C. Cantitatea medie anuală de precipitații este de 717 mm, cu 11,3 zile de precipitații în ianuarie și 8,1 zile în iulie. Pentru perioada 1991-2020, temperatura medie anuală observată la stația meteorologică situată în comuna Magnanville la 13 km distanță în linie dreaptă, este de 11,6 °C, iar cantitatea medie anuală de precipitații este de 641,5 mm. Pentru viitor, parametrii climatici estimati pentru comună pentru anul 2050, conform diferitelor scenarii de emisii de gaze cu efect de seră, pot fi consultati pe un site dedicat publicat de Météo-France în noiembrie 2022.

## Urbanism

### Tipologie
La 1 ianuarie 2024, La Roche-Guyon este clasificată ca o comună rurală cu habitat dispersat, conform noii grile comunale de densitate cu șapte niveluri, definită de INSEE (Institutul Național de Statistică și Studii Economice) în 2022. Este situată în afara unității urbane. În plus, comuna face parte din zona metropolitană a Parisului, fiind o comună din coroana acestei zone. Această zonă cuprinde 1.929 de comune.

## Toponimie

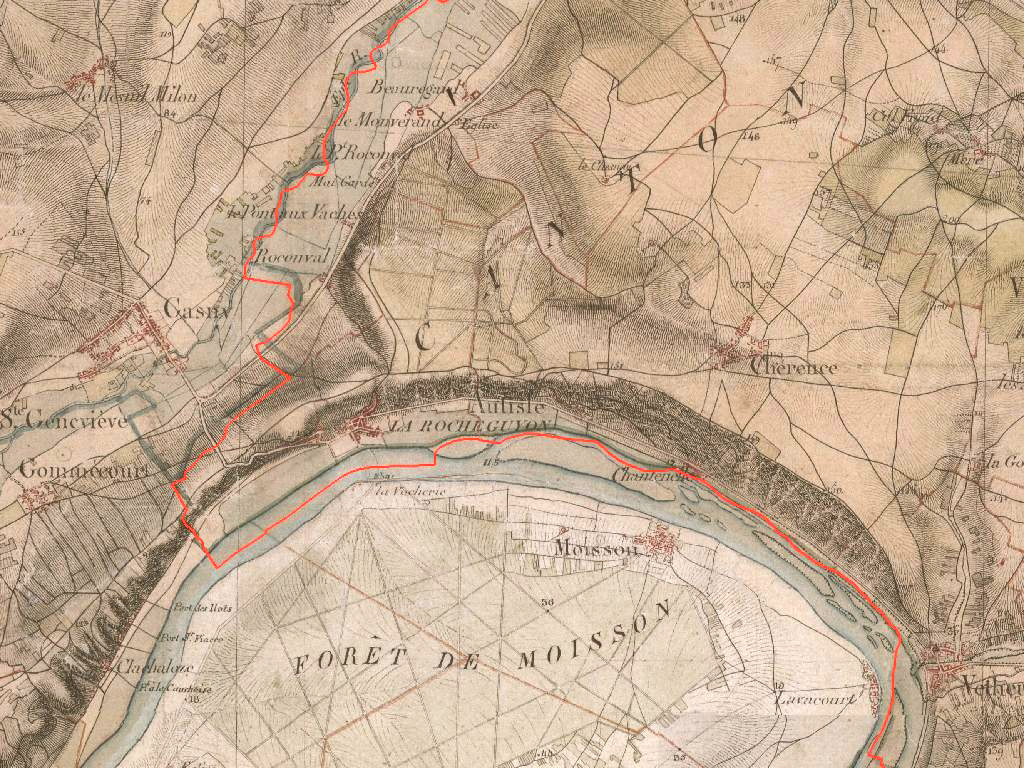
Hartă de stat-major de la 1870.

Numele localității este atestat sub formele latinizate Guido de Roca în 1077 și Rupes Guidonis între 1138 - 1144.
Este vorba despre o formațiune toponimică târzie medievală, așa cum indică prezența articolului hotărât, compusă din elementele din limba oïl la Roche și Guion.
Cuvântul roche în limba franceză provine dintr-un termen pre-latin rocca, uneori tradus prin rupes în latină în documentele redactate în această limbă sau latinizat sub formele roca, rocha sau rocca.
Guion este un nume de persoană din franceza veche, devenit grafic Guyon, ceea ce a dus la dispariția vechii pronunții „gui-on” [giɔ̃]. Cazul nominativ este Guy, iar roche semnifică, prin extensie, „castel fortificat”, de unde sensul global de „castel fortificat al lui Guy”. Château-Gaillard din Vexinul normand, situat pe un amplasament similar, este și el denumit château de la Roche sau de la Roque în texte, forma roque explicându-se prin poziția sa pe linia Joret.
Guy de la Roche este un vasal fidel al regelui Filip-August. Antroponimul Guy este de origine germanică și este, în general, latinizat sub forma Guido, uneori Wido, conform etimologiei sale germanice.

## Istorie

### Origini

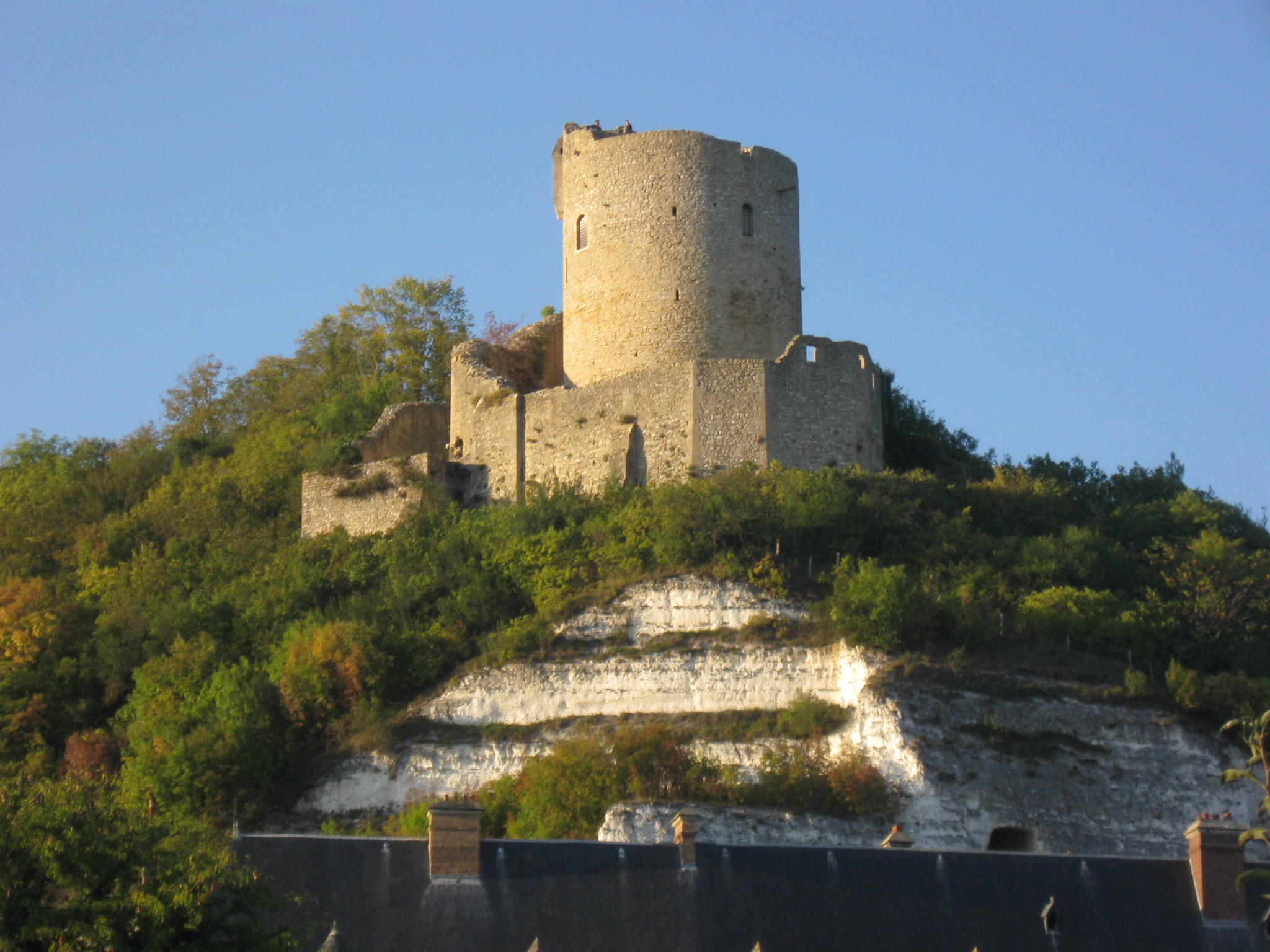
Donjonul castelului.

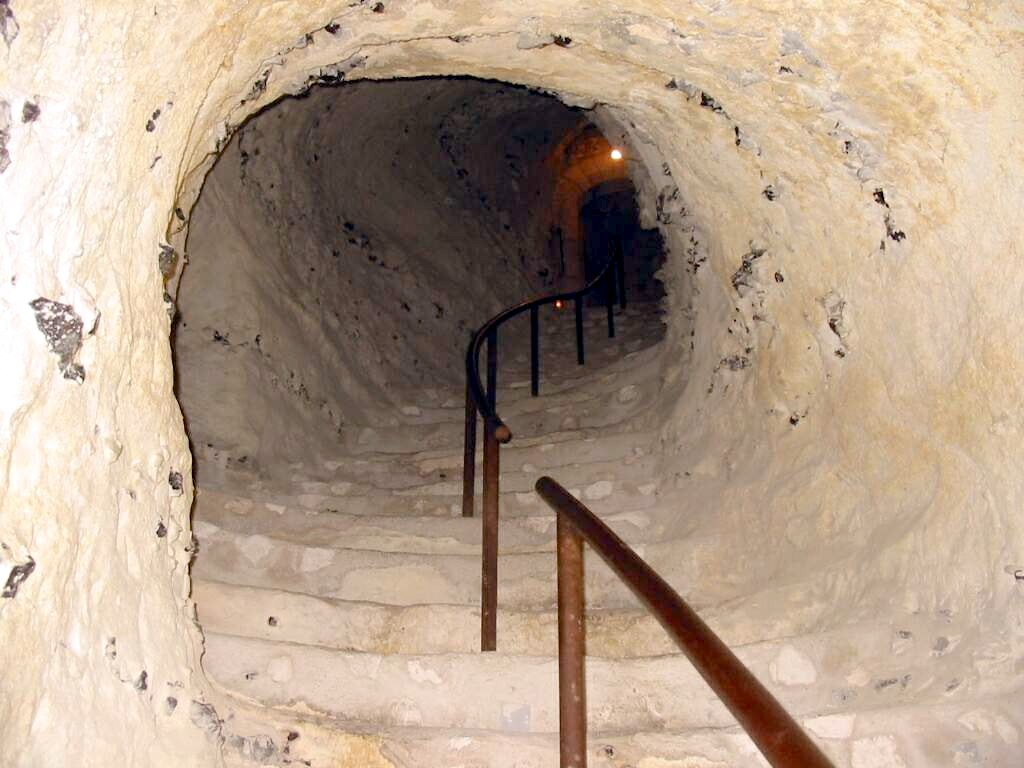
Scara, săpată în cretă, care duce la donjon.

O vilă galo-romană a existat probabil în secolele al III-lea și al IV-lea d.Hr., însă nicio descoperire nu o atestă, chiar dacă platoul Vexinului a fost locuit încă din Preistorie și a văzut un important sistem de vile galo-romane stabilindu-se în Vexinul francez, în special la Rhus sau Genainville. În primele timpuri ale creștinismului, o legendă povestește că Pience, văduva proprietarului domeniului și cea mai veche persoană cunoscută din istoria La Roche, l-a întâlnit pe sfântul Nicaise, evanghelizatorul Vexinului și contemporan al sfântului Denis. Ea a făcut săparea unui sanctuar la locul întâlnirii, care ar fi nava vestică a actualei capele a castelului.
O mică necropolă merovingiană descoperită confirmă prezența unei mici comunități umane în timpul Evului Mediu timpuriu.
Însă, Tratatul de la Saint-Clair-sur-Epte, încheiat în 911, plasează situl La Roche într-o poziție strategică excepțională, la granița cu ducatul Normandiei, pe malul drept al râului Epte. Un prim castel trogloditic este ridicat în jurul anului 1066 pentru a apăra Île-de-France, teritoriu regal, în contextul fortificării râului Epte. Acesta este descris de Suger în următorii termeni:
„ Pe vârful unui promontoriu abrupt, dominând malul marelui fluviu Sena, se înalță un castel urât și lipsit de noblețe, numit La Roche-Guyon. Invizibil la suprafață, acesta este săpat într-o stâncă înaltă. Mâna iscusită a constructorului a creat, tăind în stâncă, o locuință spațioasă pe panta muntelui, dotată cu deschideri rare și modeste. ”— Suger 
În jurul anului 1190, un donjon a fost ridicat, legat de castel printr-o scară subterană de aproximativ o sută de trepte săpate în flancul platoului; acesta domină văile Senei și ale râului Epte, într-o poziție strategică excepțională. În secolul al XIII-lea, a fost construit conacul de jos, care a dus treptat la dispariția castelului trogloditic, întregul ansamblu formând împreună cu donjonul o remarcabilă fortăreață dublă.

### Guy de La Roche
Familia Guy de La Roche a fost stăpâna domeniului din secolul al X-lea până în secolul al XV-lea.
În secolul al XII-lea, Guy de la Roche era un vasal loial al regelui Filip-August, care a locuit la castel în 1185 și, pentru a-i recompensa loialitatea, i-a acordat dreptul de taxă pentru vapoarele care navigau pe Sena, iar mai târziu, dreptul exclusiv de vânătoare, împărțit cu regele, în pădurea Arthies. Acest senior a fost prezent la bătălia de la Bouvines în 1214 alături de rege. Dreptul de taxă a adus familiei La Roche venituri importante, dar și responsabilități: asigurarea navigabilității fluviului prin întreținerea malurilor, dragarea apei și, începând cu 1480, tractarea navelor.
În timpul Războiului de 100 de Ani, Guy VI de la Roche, apropiat al Delfinului, s-a căsătorit cu Perrette de La Rivière, fiica lui Bureau de La Rivière, primul chambellan al regilor Carol al V-lea (care a murit în brațele sale) și Carol al VI-lea. Cu toate acestea, Guy VI a fost ucis la bătălia de la Azincourt pe 25 octombrie 1415. Văduva sa, Perrette, a luat partea Armagnacilor, la fel ca vecinii săi de la Château-Gaillard și de la Deux-Goulets.
În 1419, Rouen (13 ianuarie), Vernon (3 februarie) și Mantes (8 februarie) au căzut în mâinile englezilor. Un detașament condus de Richard de Beauchamp, conte de Warwick, a fost trimis în fața La Roche, dar a fost surprins de rezistența încăpățânată întâmpinată: castelul s-a dovedit imposibil de cucerit. După un asediu de șase luni, Henric al V-lea al Angliei, aflat la Mantes, a cerut o întâlnire cu doamna Perrette: pe 20 iunie, aceasta a fost nevoită să capituleze, englezii amenințând că vor distruge pivnițele castelului. I s-a oferit opțiunea de a părăsi castelul sau de a depune un jurământ de loialitate, dar ea a refuzat. Cronica autorilor Jean Juvénal des Ursins și Enguerrand de Monstrelet menționează:
„ Atunci, îi spuse regele, dacă ea ar fi vrut, pentru ea și copiii ei care erau tineri, să-i depună jurământ, el le-ar fi lăsat ei și copiilor ei bunurile mobile, pământurile și senioriile; altfel, ar fi luat locul și averile sale. Dar ea, mânată de un curaj nobil, a preferat să piardă totul și să plece, lipsită de toate bunurile, ea și copiii ei, decât să se predea, împreună cu copiii săi, în mâinile dușmanilor acestui regat și să-și abandoneze suveranul domn. Astfel, ea a plecat, împreună cu copiii ei, lipsită de toate bunurile. ”— Jean Juvénal des Ursins și Enguerrand de Monstrelet 

Blazonul familiei Guy de la Roche.

Astfel, castelul a fost în cele din urmă ocupat de englezi în 1419, iar Perrette de La Rivière s-a alăturat curții „regelui de Bourges”. În 1404, o nouă biserică parohială a fost începută cu autorizația regelui Carol al VI-lea, pentru a înlocui vechea biserică, demolată cu doi ani înainte și care era contiguă cu castelul; lucrările au fost întrerupte în 1419 odată cu ocupația engleză și au fost finalizate cu economie abia în 1520.
Regele Angliei a încredințat senioria lui Guy le Bouteillier, care a păstrat-o până în 1439. Fiul său i-a succedat până în 1449, când castelul a fost în cele din urmă recucerit de Guy VII de La Roche, fiul doamnei Perrette.

### De la Renaștere până în secolul al XVII-lea

Blazonul familiei Silly, conți de La Roche-Guyon

Guy VII de La Roche a murit în 1460 fără a lăsa un moștenitor masculin; fiica sa, Marie de La Roche-Guyon, s-a căsătorit prima dată cu Michel d'Estouteville, apoi, în a doua căsătorie, în 1471, cu Bertin de Silly, chambellan regelui Ludovic al XI-lea. Domeniul a trecut astfel în familia de Silly, unde a rămas până în 1628, o perioadă marcată de prosperitate. Castelul a pierdut treptat funcția sa defensivă și s-a transformat într-o reședință elegantă, care a găzduit personalități celebre, inclusiv regii Franței, precum Francisc I și Henric al IV-lea.
În octombrie 1493, Bertin de Silly a obținut, datorită apropierii sale de regele Carol al VIII-lea, dreptul de a organiza două târguri anuale la La Roche, la mijlocul lunii iunie și la sfârșitul lunii noiembrie, precum și două piețe săptămânale. La aceste târguri și piețe se negociau grâul, porcii și toate ustensilele și produsele necesare pentru nevoile locale. În 1504, regele Ludovic al XII-lea a autorizat înființarea unui depozit de sare. În 1513, domeniul familiei Silly era vast: se întindea de la Copières și Arthies în nord până la Rolleboise în sud, și de la Aincourt și Guernes în est până la Limetz în vest. Seniorul deținea dreptul de justiție și colecta impozitele și veniturile.
Cavernele (în franceză les boves), care servesc drept refugii comode, sunt în general locuite de țărani și de animalele lor, care oferă căldură prin prezența lor. Numele lor ar proveni de la verbul vechi francez bover, care înseamnă „a săpa”. Animalele, prin urina lor, favorizează apariția salpetrului pe pereții de cretă albă, care este exploatat de țărani. În secolele al XV-lea și al XVI-lea, satul devine o piață importantă unde fabricile de praf de pușcă din Île-de-France și Normandia se aprovizionează cu salpetru.
În 1628, domeniul a intrat în posesia familiei du Plessis-Liancourt, apoi a trecut la familia de La Rochefoucauld în 1659 prin căsătoria Jeannei du Plessis-Liancourt cu François VII de La Rochefoucauld (1634-1714). Castelul a rămas în această familie până în prezent, cu excepția perioadei dintre 1816 și 1829, când a aparținut ducilor de Rohan. La 6 august 1693, un colaps catastrofal al unui versant al stâncii a distrus mai multe locuințe trogloditice, provocând moartea a șase persoane.

### Secolul al XVIII-lea

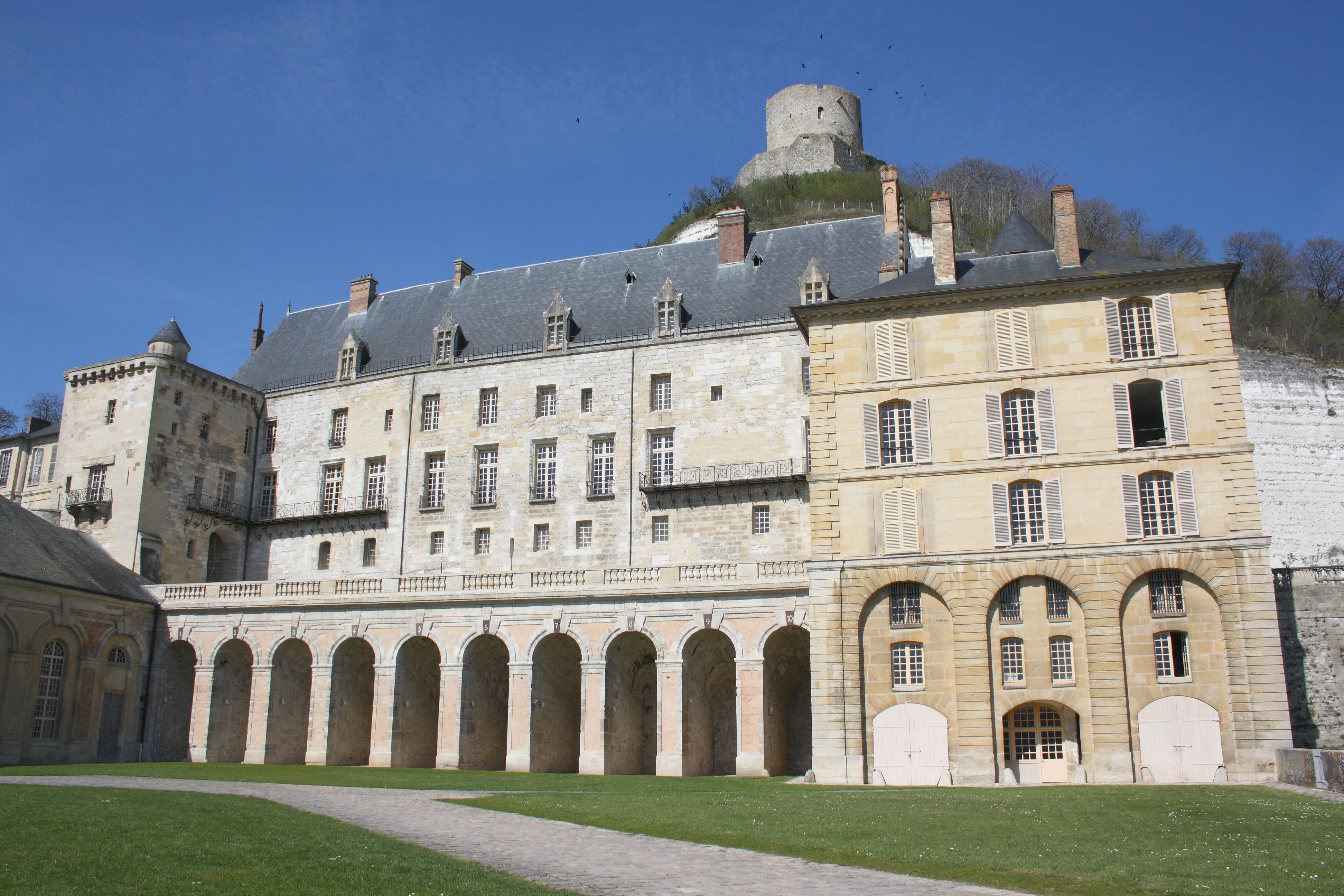
Castelul.

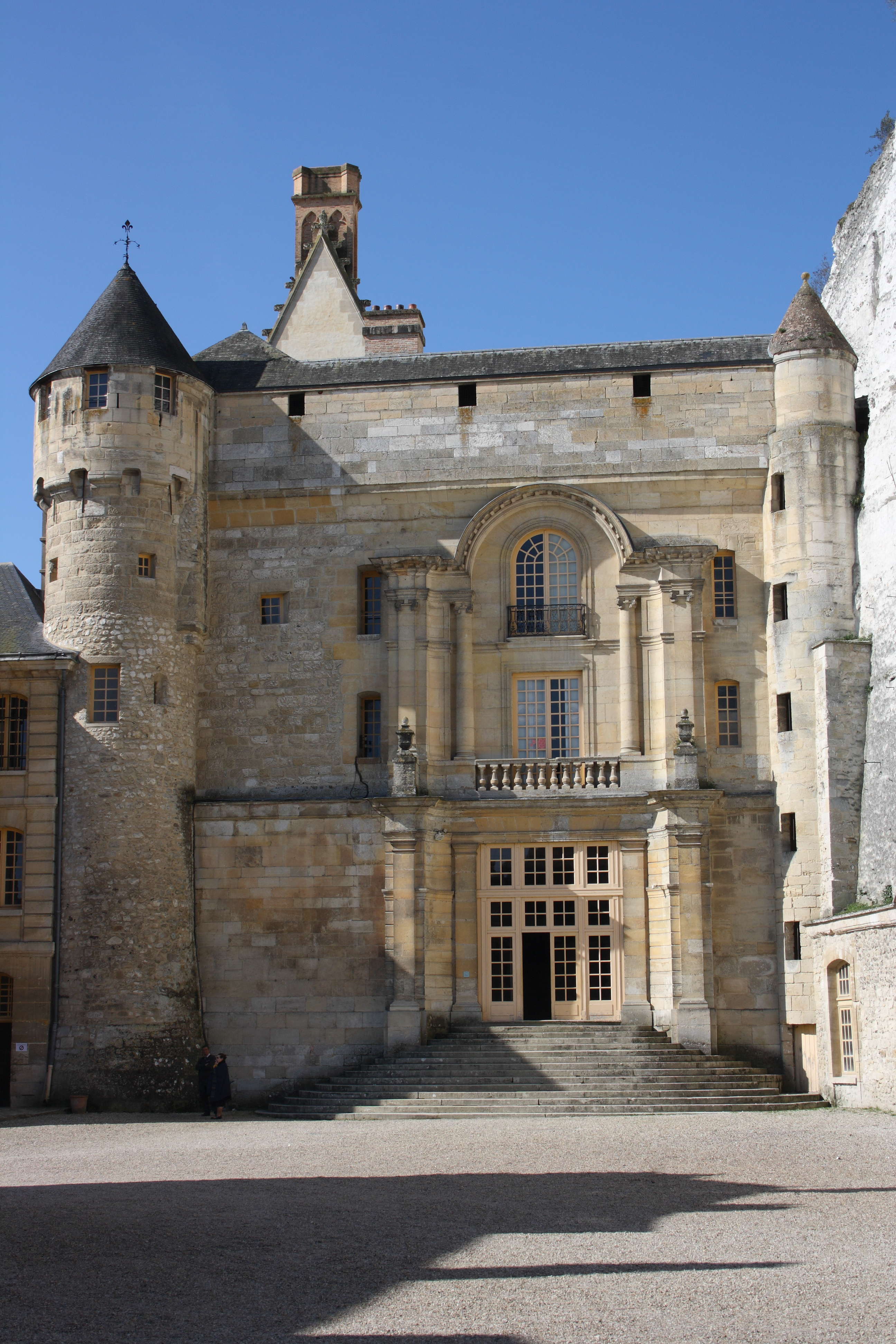
Intrarea monumentală a castelului.

În secolul al XVIII-lea, ducele Alexandre de La Rochefoucauld (1690-1762), al șaselea fiu al lui François VIII de La Rochefoucauld și al Madeleinei Le Tellier de Louvois, a inițiat mari lucrări de renovare la castel și în sat. Aceste lucrări au fost continuate de fiica sa, ducesa de Enville. Vechiul conac de La Roche-Guyon, de origine medievală, nu mai era potrivit pentru duce și mama sa, fiica lui Louvois, obișnuiți cu fastul Curții regale.
Castelul a fost dotat în 1733 cu o intrare monumentală barocă, săpată în zidul său estic; aceasta dădea acces la o mare scară care conducea spre sala gărzilor și încăperile de recepție. În 1739, curtea de onoare a fost înconjurată de anexe care au înlocuit vechile clădiri medievale. Totuși, curtea inferioară păstra încă aspectul său medieval, astfel că s-a decis reamenajarea ei. Ducele a apelat la arhitectul Louis Villars, care a construit grajduri la est între 1740 și 1745, foarte asemănătoare cu cele din Chantilly, atât ca stil, cât și ca dimensiuni; poarta centrală era surmontată de un cal cabrat sculptat de Jamay. O mare poartă de intrare a fost instalată, încoronată de coroana ducală și de blazonul familiei La Rochefoucauld. Două pavilioane noi au fost adăugate ulterior castelului: pavilionul Villars (sau pavilionul Fernand) pe locul unei foste turnuri rotunde la est și pavilionul d’Enville, construit în formă de „L” în jurul unei curți, la vest. În 1741, a fost creat un mic observator pe terasa vestică.
Satul a fost pavat, iar în 1742 a fost creat un sistem de aducțiune de apă sub presiune: apa a fost captată din Chérence, pe platoul Vexinului, și transportată printr-un apeduct de 3,2 kilometri care traversa Charrière des Bois până la un rezervor săpat în stâncă, deasupra anexelor castelului. Apa alimenta bucătăriile și apartamentele și era disponibilă și pentru locuitori, hrănind totodată grădina de legume și noua fântână a satului, sculptată de Jamay. Până atunci, sătenii își extrăgeau apa direct din Sena. După finalizarea acestor lucrări, ducele s-a concentrat pe infrastructura rutieră: drumul către Gasny a fost construit între 1744 și 1762, la fel ca strada de la Sangle, care o lega de Vieille Charrière. Drumurile erau mărginitate de copaci, precum nuci și ulmi, în timp ce malurile fluviului erau plantate cu sălcii, tei și plopi.
Ducesa de Enville a amenajat ulterior o promenadă pe insula aux Bœufs, situată la vest de sat. Începând cu 1769, a fost creat un parc peisagistic la vest, plantat cu cedri din Liban, iar un parc vast de aproximativ cincisprezece hectare a fost proiectat, incluzând o frumoasă pădure de esențe nobile și o ghețărie. Aceste lucrări au fost concepute de ducesă nu doar pentru a înfrumuseța domeniul, ci și pentru a oferi locuri de muncă sătenilor în perioadele de foamete.
La mijlocul secolului al XVIII-lea, ducatul cuprindea parohiile La Roche, Gommecourt, Clachaloze, Bennecourt, Limetz, Villez, Amenucourt, Roconval, Beauregard, Chérence, Copierres, Montreuil-sur-Epte, Haute-Isle, Chantemesle, Vétheuil, Aincourt, Saint-Martin-la-Garenne, Sandrancourt, Guernes, Moisson, Rolleboise, Méricourt, Freneuse și Bonnières. Salonul ducesei de Enville era frecventat de mari spirite ale secolului Luminilor, cum ar fi Turgot, care a petrecut acolo șapte luni în 1776 după ce a căzut în dizgrație, Condorcet (în 1785 și 1791), agronomul englez Arthur Young, pictorul Hubert Robert, care și-a amenajat pentru o vreme un atelier la castel, sau D'Alembert, alături de familiile Choiseul și Rohan.
Această influență se bazează pe valorificarea unui vast domeniu rural, ducatul de La Roche-Guyon, ale cărui componente diverse — păduri, taxe de trecere pe Sena și diverse drepturi — constituie monopoluri senioriale pe care oamenii ducelui și ai ducesei se străduiesc să le apere și să le mențină. Gestionarea și exploatarea acestui teritoriu au dus la obținerea unor venituri considerabile, permițând familiei La Rochefoucauld să își păstreze rangul printre cea mai înaltă nobilime.

### De la Revoluție până în 1900
După convocarea statelor generale de către rege, la 21 ianuarie 1789, Louis-Alexandre de La Rochefoucauld, fiul ducesei de Enville, a fost numit deputat de către nobilimea orașului Paris; el a fost unul dintre cei patruzeci și șapte de nobili care s-au alăturat în Starea a Treia pe 25 iunie 1789. De asemenea, au fost aleși deputați în bailliage-ul din Chaumont: maestrul Jean-Jacques Feugères, avocat la Parlament, și domnii André-François și Nicolas Alexandre Chandelier, zidari, pentru parohia La Roche-Guyon, care era compusă din 229 de focuri (gospodării). În timpul Revoluției franceze, satul a fost redenumit Roche-sur-Seine și, la 15 ianuarie 1790, a devenit reședința unui canton efemer de douăsprezece comune, până în 1801.
Louis-Alexandre de La Rochefoucauld a votat pentru Constituția civilă a clerului, dar a fost numit președinte al consiliului departamental al Parisului la 1 octombrie 1791 și a trebuit să facă față revoltelor provocate de Girondini. După internarea regelui Ludovic al XVI-lea și a familiei sale în turnul Temple, el a fugit, dar a fost arestat la Gisors pe 4 septembrie 1792. A avut un destin tragic, fiind masacrat de mulțime sub ochii soției sale și ai ducesei, mama sa. Cu o zi înainte, Charles de Chabot, nepotul ducesei de Enville, fusese măcelărit în închisoarea abației Saint-Germain-des-Prés.
La 2 octombrie 1793, consiliul general al departamentului Seine-et-Oise a ordonat demolarea donjonului pentru a împiedica să cadă în mâinile contrarevoluționarilor. Donjonul a fost redus cu o treime, ajungând la doar douăzeci de metri în înălțime în zilele noastre, însă lucrarea nu a fost finalizată, deoarece demolatorii par să se fi plictisit rapid de această sarcină. Pietrele prăbușite au fost atunci utilizate ca materiale de construcție ieftine pentru a ridica alte clădiri în sat, o practică obișnuită la acea vreme, deoarece piatra era rară și scumpă.
Odată cu Revoluția, comuna La Roche-Guyon a suferit o transformare semnificativă. În secolul al XIX-lea, castelul a evoluat puțin în ansamblul său, însă satul s-a transformat considerabil: de la un important centru de comerț, cu piața săptămânală de porci și grâu, a devenit treptat un loc de vacanță. Casele ocupate anterior de administrațiile ducale au devenit reședințe de vacanță pentru burghezia pariziană. În 1812, au fost efectuate lucrări în biserică: extinderea capelelor nordice și consolidarea clopotniței, cu instalarea unui nou clopot. De-a lungul secolului, au avut loc mai multe prăbușiri de stânci devastatoare: pe 3 ianuarie 1810, un versant al stâncii s-a prăbușit peste niște pivnițe și o casă, ucigând un copil. Alte prăbușiri au avut loc în 1835 și 1894. În 1832, satul a fost lovit de marea epidemie de holeră, în decurs de trei săptămâni, treizeci și doi de locuitori pierzându-și viața.
În seara zilei de 12 decembrie 1840, flotila comandată de prințul de Joinville, care aducea cenușa lui Napoleon din insula Sfânta Elena, a făcut o scurtă escală la La Roche. În 1841, ultimul lup din zonă a fost ucis.
În secolul al XIX-lea, portul din La Roche-Guyon era punctul de descărcare fluvială pentru două activități industriale din Vexinul francez: cariera de piatră de calcar de la Chérence și laminoarele din Bray-et-Lû, care, acționate de râul Epte, produceau foi de zinc. Aceste foi erau depozitate la La Roche într-un depozit din apropierea portului. Cu toate acestea, construcția căii ferate în valea râului Epte, care era mai rapidă și practică, a dus la abandonarea rapidă a portului fluvial.
În 1819, Lamartine a petrecut Săptămâna Mare la La Roche-Guyon, unde a scris una dintre Méditations poétiques. În 1821 și apoi în 1835, Victor Hugo a stat în sat, mai întâi ca invitat la castelul cardinalului de Rohan, pe care îl întâlnise cu doi ani înainte la seminarul de la Saint-Sulpice, iar paisprezece ani mai târziu, la un han din sat.
Într-o scrisoare către fiica sa Adèle, datată 16 august 1835, Victor Hugo descrie locul, la paisprezece ani după primul său sejur:
„ Nimic nu s-a schimbat în acest peisaj trist și auster. Întotdeauna acest frumos semicerc al Senei, mereu aceeași margine întunecată a dealurilor, întotdeauna aceeași vastă întindere de copaci. Nimic nu s-a schimbat nici în castel, în afară de stăpânul care a murit și de mine, trecătorul care am îmbătrânit. În rest, este același mobilier nobil, am revăzut fotoliul pe care a stat Ludovic al XIV-lea, patul în care a dormit Henric al IV-lea. Cât despre patul în care am dormit eu, era cel al cardinalului de La Rochefoucauld (...) l-au transformat în huse pentru scaunele de la masa de biliard. Așa că nu mai rămâne nimic de la mine aici (...) Mi s-a arătat un vers al meu, scris de un călător, cu numele meu dedesubt. Li se arată străinilor. I-am lăsat în eroarea lor. ”— Victor Hugo ,  scrisoare
În 1850, contele Georges (1821-1861), fiul mai mic al ducelui François XIV (1794-1874), obține de la tatăl său permisiunea de a ceda un mică curte și o casă de pază pentru a găzdui copiii convalescenți din spitalele din Paris. Apoi, din cauza cererii mari, este necesară închirierea caselor din jur. În 1854, este ridicat pavilionul, denumit ulterior „La Rochefoucauld”. Contele moare în 1861 și este înmormântat în capela spitalului; el lasă clădirile în uzufruct comunității surorilor Sfântului Vincențiu de Paul, iar în lipsa acestora, către Asistența Publică din Paris; aceasta din urmă devine moștenitoarea. De atunci, o sută unsprezece copii sunt găzduiți și îngrijiți în clădiri, repartizați în șapte săli și supravegheați de zece surori. În 1890, o clădire suplimentară este construită datorită unui legat al domnului Fortin, în beneficiul copiilor săraci din școlile congregaționale din Paris. Conducerea era asigurată de directorul spitalului Trousseau din Paris. „Castelul vechi” figurează pe o listă a monumentelor istorice din 1862, iar ruinele sale pe cea publicată în Jurnalul Oficial din 18 aprilie 1913.
La Roche-Guyon și impresionismul
Pictorul impresionist Camille Pissarro a locuit la Roche-Guyon în 1863, anul în care a participat la Salon des refusés. În jurul anului 1865, el a pictat Plimbarea cu măgari la La Roche-Guyon, iar în jurul anului 1867, o altă pânză în centrul satului. Apoi, în 1880, a realizat o gravură în tehnica acului uscat intitulată Castelul La Roche-Guyon.
Un localnic din La Roche-Guyon, Auguste Guerbois, deschide în Batignolles, la Paris, o cafenea care devine celebră: între 1869 și 1875, găzduiește grupul din Batignolles. În jurul lui Édouard Manet, Edgar Degas, Alfred Sisley și prietenii lor, se adună aici.
Claude Monet, care locuiește la Vétheuil, apoi la Giverny, vizitează frecvent satul; el a pictat Sena între Vétheuil și La Roche-Guyon și Castelul La Roche-Guyon în 1881.
În vara anului 1885, a venit rândul lui Auguste Renoir să locuiască în sat, la etajul actualului café-tabac; el a reprezentat satul în Peisaj la La Roche-Guyon, înainte de a reveni pentru scurt timp anul următor. De asemenea, îl primește pe Paul Cézanne în iunie 1885, care începe o pânză pe care nu o finalizează.

Camille Pissarro la Roche-Guyon
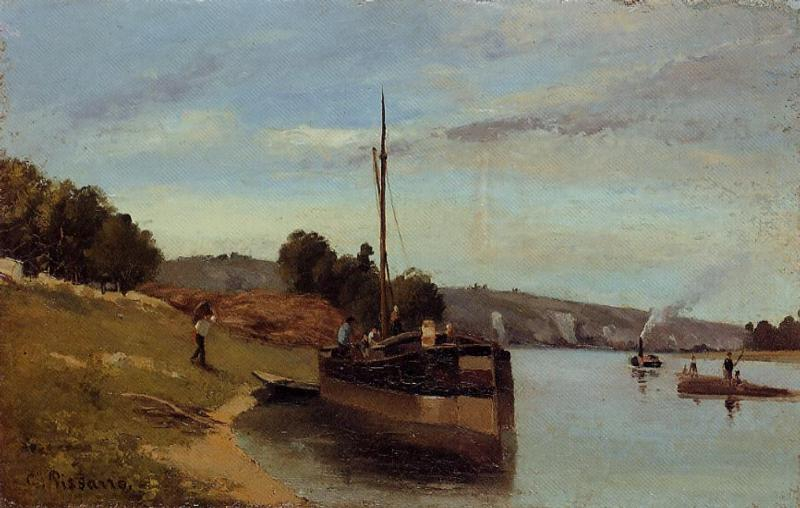
Péniches à La Roche-Guyon, 1863 Localizare nedocumentată.
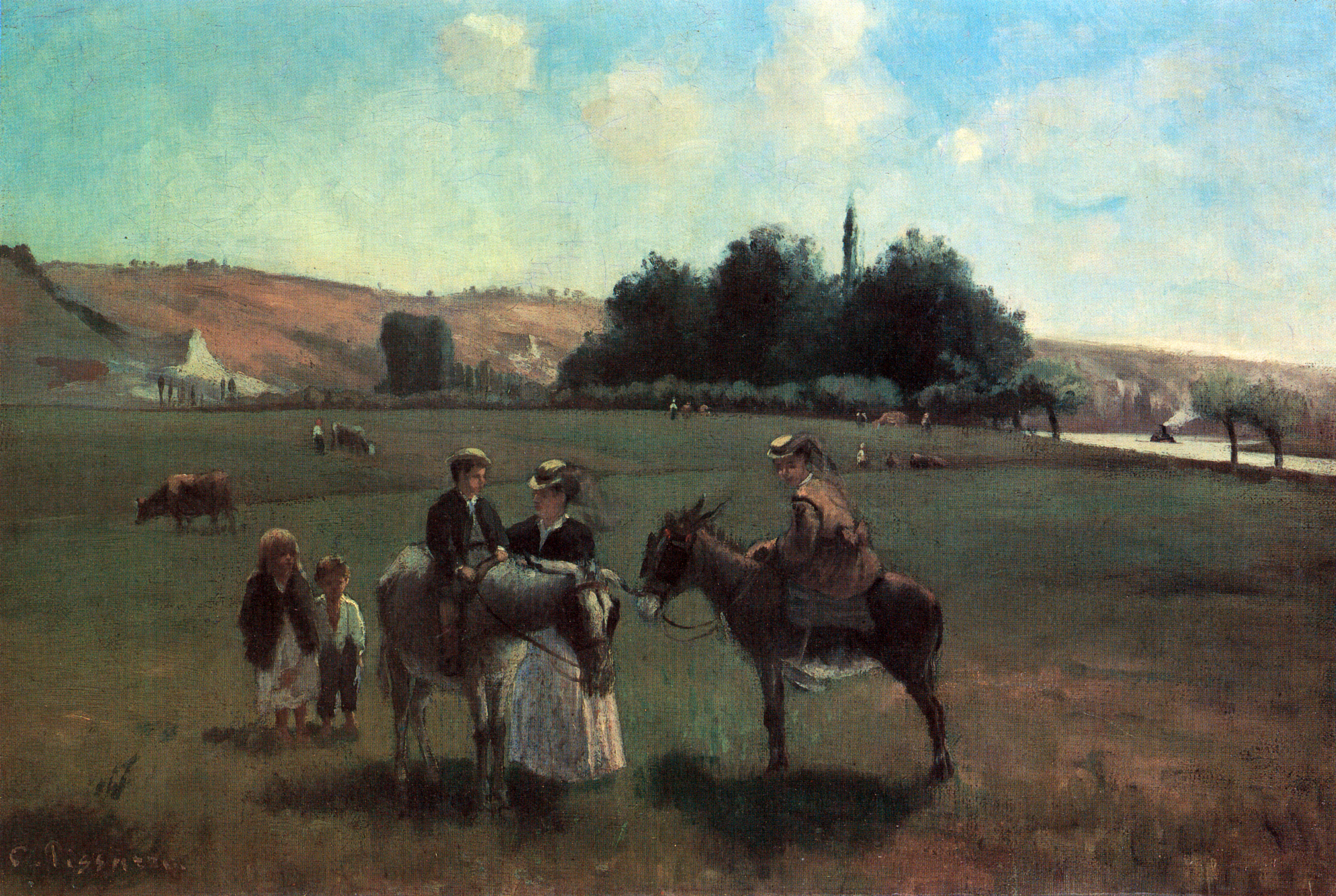
La Promenade à âne à La Roche-Guyon, 1865 Localizare nedocumentată.

După războiul din 1870, La Roche numără doar aproximativ șase sute de locuitori, în timp ce înainte de Revoluție avea peste o mie. Centrul satului este totuși dedicat comerțului și rămâne foarte activ în special în zilele de piață. Aici se găsesc un cabaret, o farmacie, un brutar, un fierar de tablă, un măcelar, un cărăuș și un fierar de călărie lângă primărie. Un birou poștal există din 1826, ca anexă a Bonnières. La Roche numără nu mai puțin de doisprezece hanuri, dintre cele mai importante: La Maison Rouge; Le Donjon; L'Hôtel de France; L'Hôtel du Pont; L'Hôtel de la Poste. Săracii locuiesc în bove, în timp ce fermele viticultorilor sunt situate în majoritatea cazurilor pe șosele. Dealurile sunt acoperite de vii, dintre care multe dețin câțiva arpenti. Podgoria este totuși puțin profitabilă deoarece este situată pe un teren nefavorabil, necesitând însă multă muncă. Vinul este în principal destinat consumului local. Se ajunge la sat prin podul suspendat peste Sena sau luând poteca de pe malul drept, care durează aproape trei ore pentru a parcurge aproximativ douăzeci de kilometri, cu opriri frecvente.

### Din 1900 până în 1940

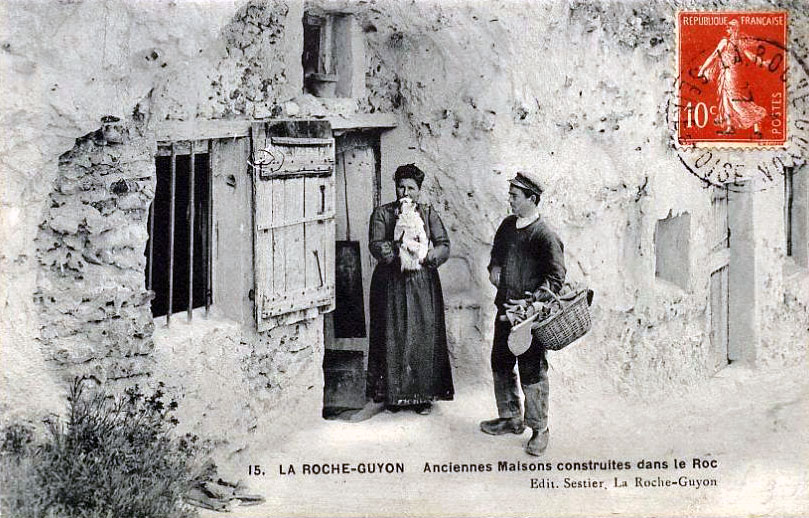
Boves, locuințe trogloditice, în jurul anului 1900.
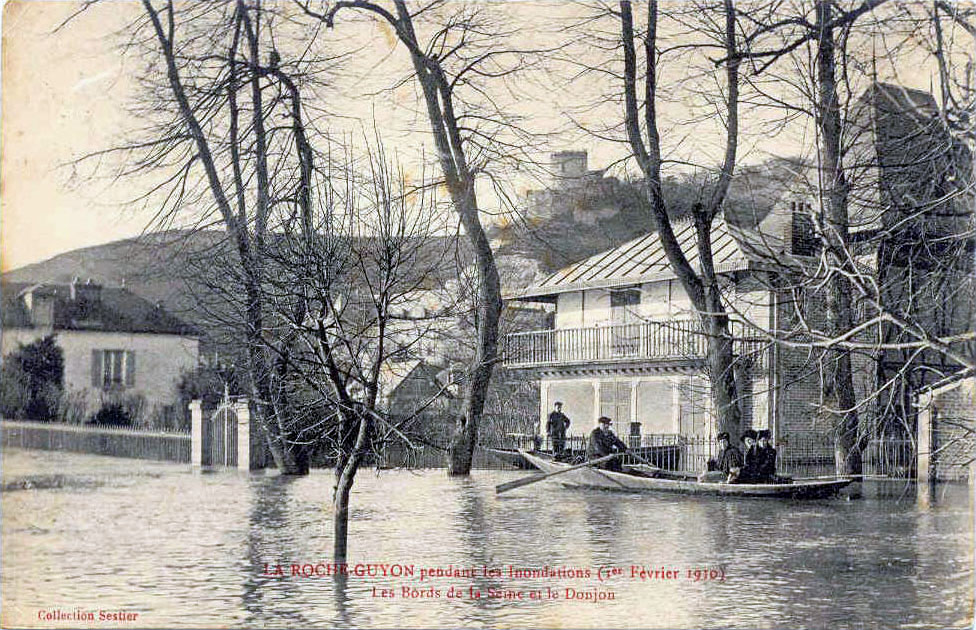
La Roche-Guyon în timpul inundațiilor din 1910.
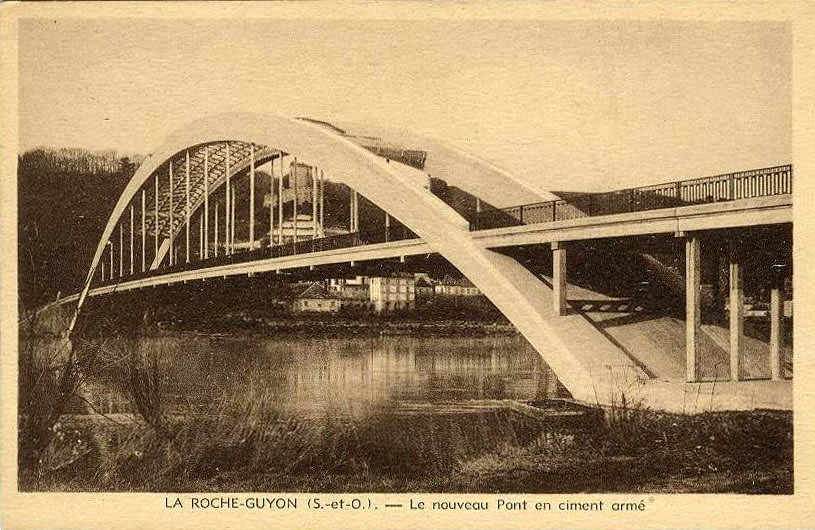
Noul pod din beton armat.

În 1901, Pierre de La Rochefoucauld solicită subvenții pentru vechiul donjon, clasat monument istoric, care sunt refuzate de prefectul din Seine-et-Oise pe motiv că proprietarul trebuie să se adreseze direct ministerului. În 1931, arhitectul Voirin conduce lucrări de „consolidare și protecție a ruinelor din secolul al XII-lea, ca obiectiv de interes arheologic”.
Fără cale ferată și pierzând aproape toată activitatea fluvială, satul cunoaște un declin economic semnificativ, care, în schimb, contribuie la conservarea locului împotriva urbanizării și îi afirmă vocația rezidențială și turistică. Cu toate acestea, șlepurile, care nu circulă pe timp de noapte, continuă să facă popas aici, iar marinarii, în special din nordul Franței și din Belgia, rămân numeroși. În 1910, satul este și el victimă a inundațiilor care afectează regiunea, circulându-se atunci cu barca pe străzile acoperite de doi metri de apă.
Două poduri succesive au traversat Sena, lată de 170 de metri în acel loc. Primul, construit în 1840, a fost funcțional până în 1914. Din 1914 până în 1934, un bac legat de un scripete care aluneca pe un cablu permitea mașinilor să traverseze râul, iar pietonii traversau cu barca. Datorită tenacității primarilor de atunci, Louis Guy, apoi doctorul Marcel Petitclerc începând din 1929, al doilea pod a fost început în octombrie 1932 și inaugurat pe 7 iulie 1935. Acesta era un pod din beton cu o singură arcadă, cel mai lung din Europa la momentul construcției. Însă, fiind victimă a celui de-al Doilea Război Mondial, a fost dinamitat de geniul militar francez pe 9 iunie 1940, provocând daune considerabile în sat, fără ca populația să fie avertizată: o mie patru sute de geamuri au fost sparte la castel, opt sute la spital, toate vitraliile bisericii au fost distruse și multe locuințe au devenit nelocuibile. Podul nu a fost niciodată înlocuit de atunci.

### Al Doilea Război Mondial
Niciun eveniment major nu tulbură satul, cu excepția rechizițiilor obișnuite ale inamicului, până când germanii instalează un post de apărare antiaeriană (DCA) la castel pe 17 martie 1943. Castelul La Roche-Guyon este ocupat începând din februarie 1944 de statul major al Generalfeldmarschall-ului Erwin Rommel. Acesta fusese numit anterior responsabil pentru apărarea coastelor franceze împotriva iminentului debarcament aliat. El a ales castelul ca sediu al cartierului său general, atribuindu-i astfel temporar o funcție militară.
Satul este atunci ocupat de peste 1 500 de soldați germani, pentru un total de 543 de locuitori; mai multe case sunt rechiziționate, inclusiv proprietatea Lamiral (Le Beauversant), care găzduiește sistemul de transmisie radio, și casa Lisch (actuala Casa Copiilor), transformată în cămin al soldaților și birouri. Boves sunt săpate la poalele stâncii și adăpostesc muniții. Separate de pereți groși de cretă, ele sunt protejate de uși blindate; în plus, în curțile castelului sunt instalate scuturi din beton pentru a proteja împotriva exploziilor.
Rommel se instalează în pavilionul d'Enville, unde își alege drept birou marele salon, prelungit de terasa sa plantată cu trandafiri. Familia de La Rochefoucauld locuiește atunci la etajul superior. Încă de la începutul anului 1944, Rommel intuiește înfrângerea inevitabilă a Germaniei. În timpul unei întâlniri secrete cu Carl-Heinrich von Stülpnagel, comandantul-șef al armatei germane în Franța, cei doi bărbați cad de acord asupra necesității de a răsturna regimul nazist și de a pune capăt războiului. Cu toate acestea, opiniile lor diferă în privința metodelor: Rommel se teme de un război civil în cazul asasinării lui Adolf Hitler.

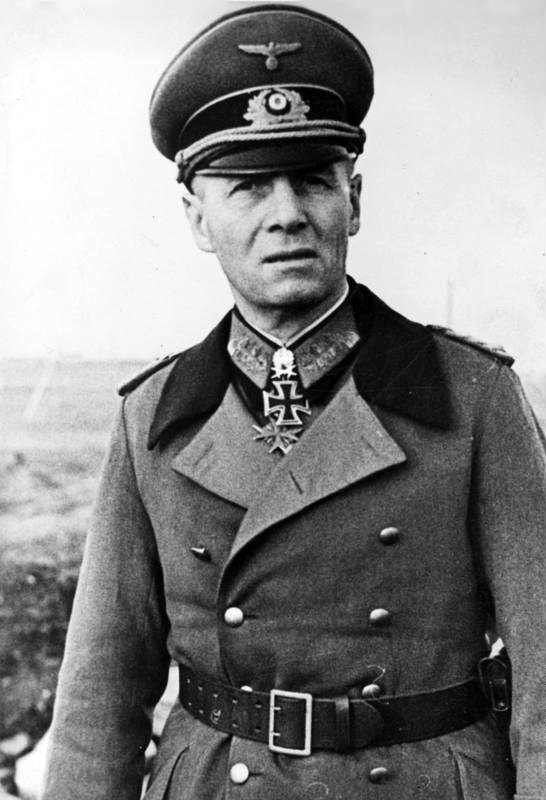
Erwin Rommel în decembrie 1943.

Plecat în permisie lângă Ulm, în Bavaria, pe 4 iunie 1944, Rommel se întoarce în grabă la La Roche-Guyon la vestea debarcării aliate în Normandia, două zile mai târziu. Pe 17 iunie, îl întâlnește pe Hitler lângă Soissons și dorește să îl aducă la La Roche-Guyon, dar dictatorul preferă să se întoarcă în Germania. Pe 17 iulie, la întoarcerea de la o inspecție pe frontul din Normandia, mașina lui Rommel este mitraliată de două avioane aliate pe drumul dintre Livarot și Vimoutiers, lângă Sainte-Foy-de-Montgommery. Șoferul său este rănit mortal, iar mașina este accidentată. Mareșalul este grav rănit în urma accidentului și rămâne în comă câteva zile. Este dus la spitalul militar din Bernay, apoi la cel din Le Vésinet, lângă Paris, înainte de a fi transferat, la cererea sa, în Germania, lângă familia sa.
Mareșalul Günther von Kluge ajunge la La Roche pe 19 iulie pentru a-l înlocui pe Rommel în funcțiile sale. În timpul unui dineu la castel pe 20 iulie, Kluge refuză să adere la ideile lui Stülpnagel, care dorea să sprijine rebeliunea și să capituleze. După eșecul atentatului împotriva lui Hitler din 20 iulie, Kluge se sinucide pe 18 august, iar Rommel, acuzat de înaltă trădare, primește ordinul de a se sinucide pe 14 octombrie, pentru a-și proteja atât pe el, cât și familia de o arestare și o condamnare la moarte.
Pe 18 august 1944, armata germană evacuează satul. Acesta suferă apoi un bombardament aliat inutil în seara zilei de 25 august, deoarece germanii părăsiseră deja locul; șaizeci și patru de bombe lovesc satul și opt ating castelul. Bombardamentul distruge cea mai veche casă din sat, datând din 1520, dependințele castelului sunt anihilate, acoperișul grajdurilor se prăbușește, iar castelul este grav avariat. Cu toate acestea, satul nu înregistrează victime, deoarece cavernele, fidele rolului lor, au servit drept adăposturi.

### Din 1945 până în prezent
După război, sunt angajate restaurări de lungă durată, prioritare, deoarece domeniul fusese clasat monument istoric la 6 ianuarie 1943. Părțile cele mai puțin afectate sunt protejate de apă, iar lucrările se succed: turnul pătrat în 1946, acoperișul scării de onoare și pasajul către capelă în 1948, o parte a interioarelor între 1948 și 1953, grajdurile în 1956, dependințele în 1959. În 1954, castelul era încă în curs de reparație, grajdurile și dependințele trebuiau reconstruite, iar toate ferestrele pavilionului Fernand erau de refăcut. La mijlocul anilor 1960, castelul și-a recăpătat acoperișul și fațadele de dinainte de război.

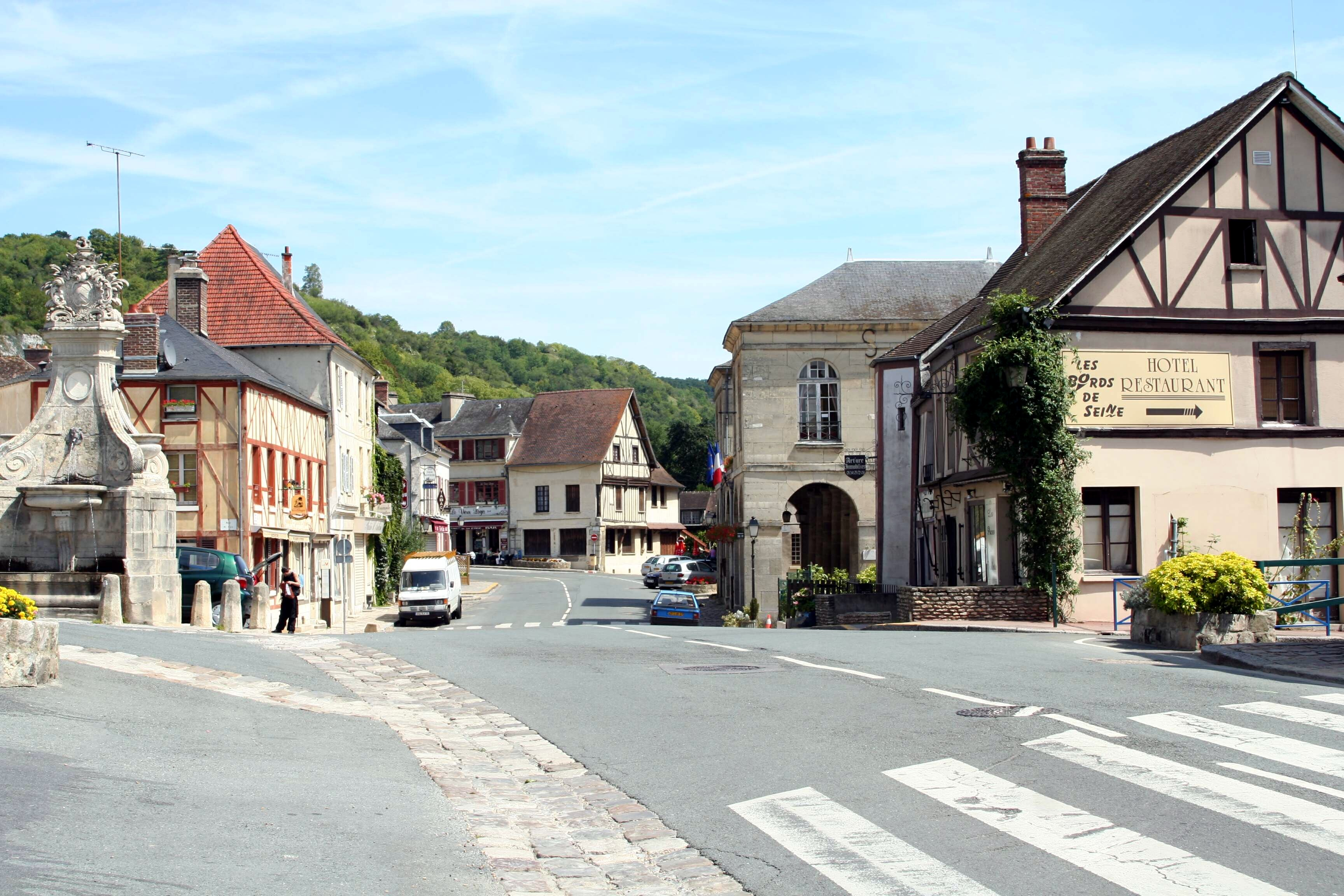
Strada Général-Leclerc.

Ultima recoltă de struguri a avut loc în jurul anului 1950, după ce podgoria care acoperea patruzeci de hectare de dealuri în 1900 a rezistat filoxerei, care a decimat vița de vie din regiunea Île-de-France la începutul secolului, dar nu și bolii court-noué, care a distrus ultimii butuci de vie. Vinul de La Roche era numit „Petit Couillotin” din cauza gustului său pietros, datorat prezenței silexului în sol. Pentru o perioadă, caisii au înlocuit vița de vie, dar dealurile au fost rapid lăsate în paragină.
Locul servește, de asemenea, drept cadru pentru banda desenată Le Piège diabolique de Edgar P. Jacobs, apărută în perioada 1960-1961, decorul fiind considerat demn de legendă, așa cum afirmă eroul poveștii, profesorul Mortimer. Diverși dezvoltatori imobiliari au visat, de asemenea, să betoneze dealurile construind imobile cu „vedere panoramică” sau un port pe Sena, însă municipalitățile succesive au respins toate aceste proiecte, dorind să conserve situl.

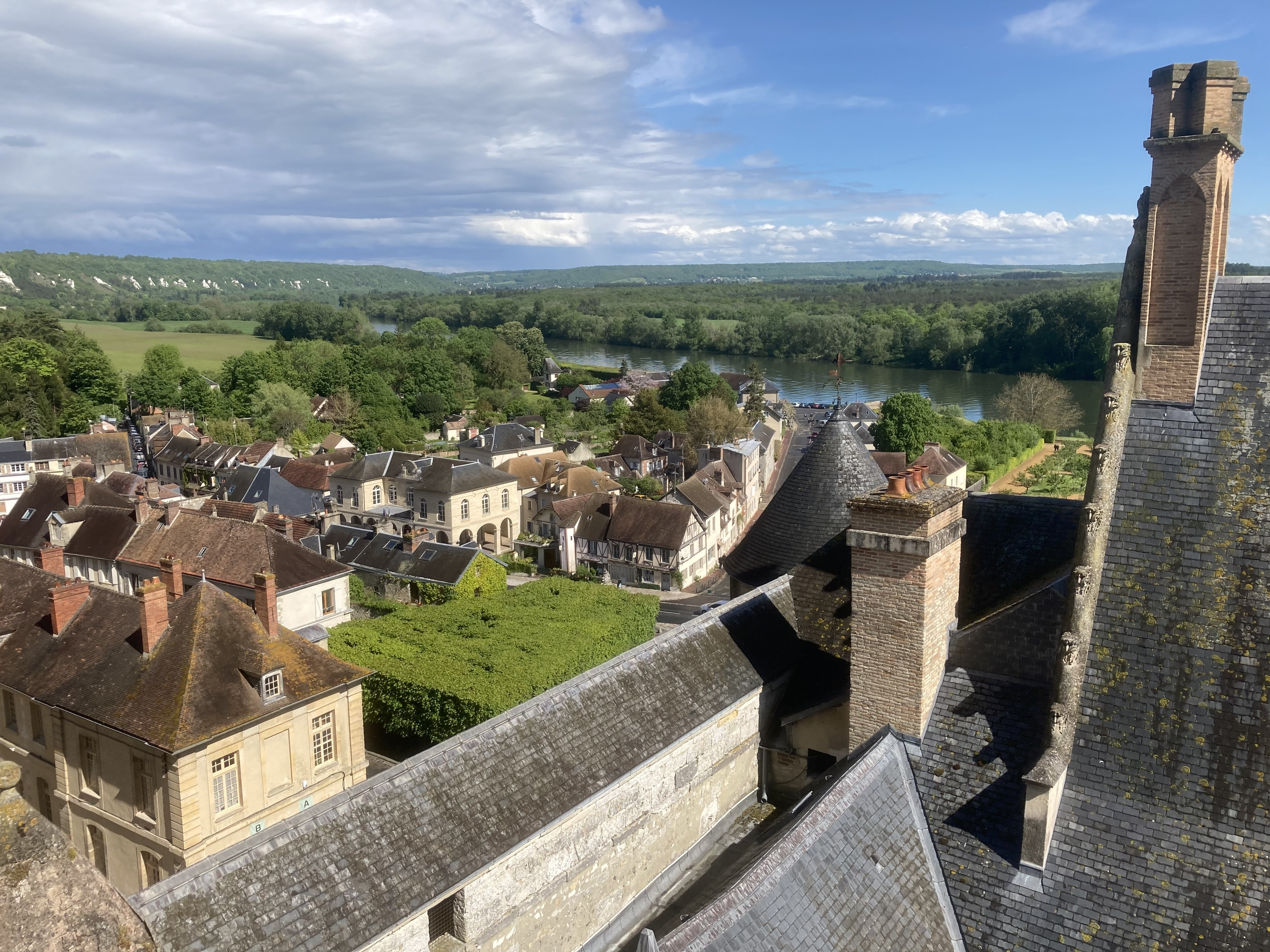
Acoperișurile orașului văzute de pe cele ale castelului.

În 1987, în urma succesiunii ducesei de La Roche-Guyon (1899-1984), născută Marie-Louise Lerche, a doua soție și văduvă a contelui Gilbert de la Rochefoucauld (1889-1964), duce de La Roche-Guyon, mobilierul, decorațiunile și biblioteca castelului ancestral au fost scoase la licitație. De atunci, conacul a suferit acte de vandalism, care, împreună cu lipsa întreținerii, au făcut necesară o nouă restaurare. După multe peripeții — care au dus la golirea completă a conținutului — castelul impunător, care rămâne proprietatea familiei La Rochefoucauld, a fost cedat printr-un contract de închiriere pe termen lung consiliului general al Val-d'Oise. Castelul a fost deschis publicului începând cu 1994 și a început să își recapete treptat viața, cu sprijinul statului. Departamentul a reușit să achiziționeze patru tapiserii din celebra „serie Esther”, țesute la Gobelins după desenele lui Jean-François de Troy, pentru a decora salonul ducesei de Enville.
Comuna este membru fondator al parcului natural regional Vexin français, creat în 1995. Este singurul sat din Île-de-France care face parte din rețeaua Les Plus Beaux Villages de France. În 2003, un ordin prefectural autorizează crearea instituției publice de cooperare culturală a castelului La Roche-Guyon. Această instituție publică preia activitățile asociației de conservare și animare a domeniului, creată în 1995, pentru a asigura animarea culturală a sitului.

## Populația și societatea

### Date demografice
Evoluția numărului de locuitori este cunoscută prin recensămintele populației efectuate în comuna respectivă începând din 1793. Pentru comunele cu mai puțin de 10 000 de locuitori, un recensământ al întregii populații este realizat la fiecare cinci ani, populațiile legale pentru anii intermediari fiind estimate prin interpolare sau extrapolare. Pentru comuna respectivă, primul recensământ exhaustiv în cadrul noului dispozitiv a fost realizat în 2007.
În 2021, comuna număra 448 locuitori, în scădere cu −3,45 % față de 2015 (Val-d'Oise: +3,39 %, Franța fără Mayotte: +1,84%).
| An        | 1793 | 1821 | 1841 | 1856 | 1876 | 1886 | 1901 | 1921 | 1936 | 1962 | 1982 | 2006 | 2017 | 2021 |
| --------- | ---- | ---- | ---- | ---- | ---- | ---- | ---- | ---- | ---- | ---- | ---- | ---- | ---- | ---- |
| Populație | 951  | 844  | 867  | 801  | 740  | 601  | 620  | 602  | 523  | 556  | 567  | 468  | 478  | 448  |

## Cultura și patrimoniul local
Falezele de la Roche-Guyon constituie un sit natural clasat conform legii din 1930 privind siturile și peisajele pitorești (sit nr. 7237).

### Locuri si monumente

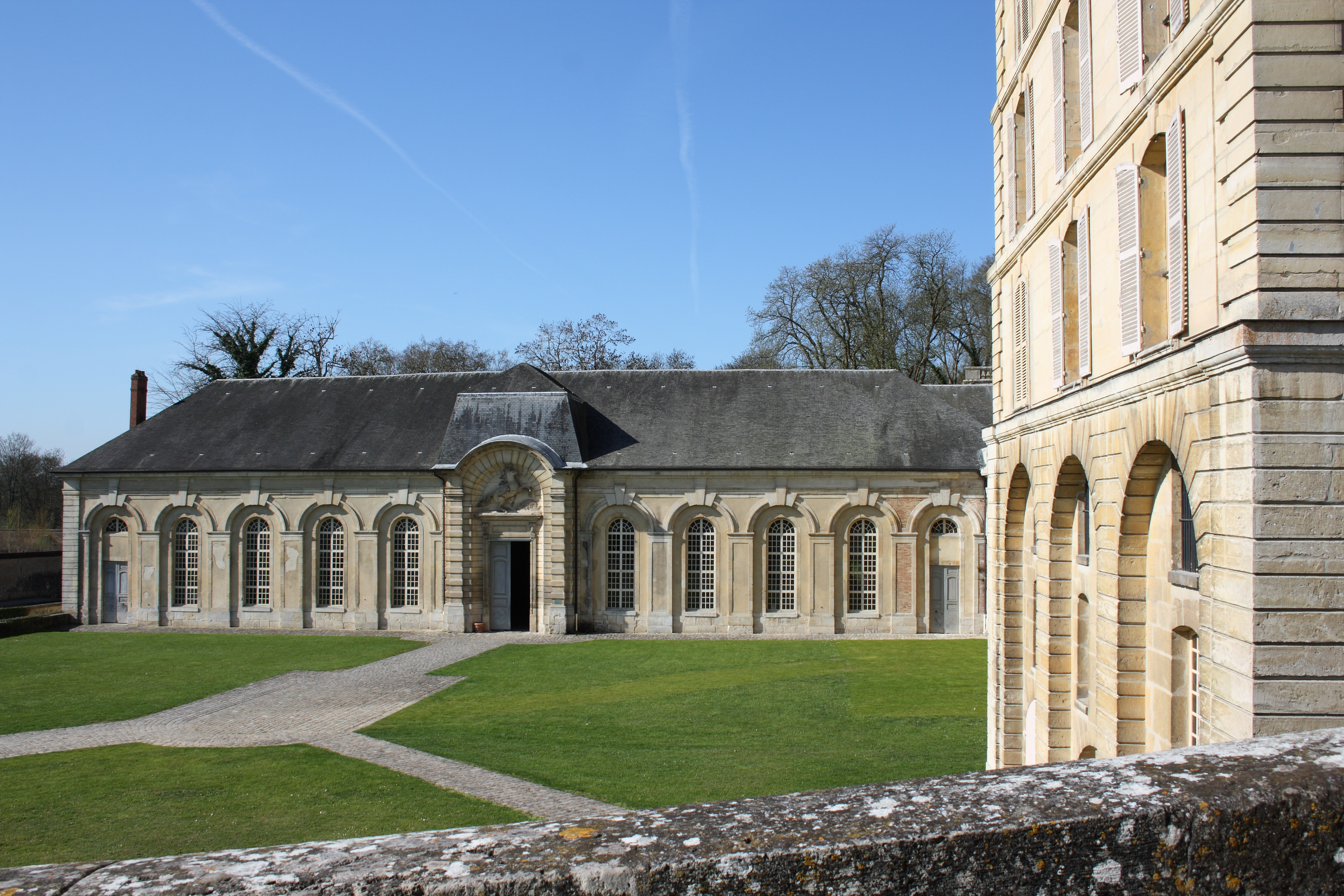
Aripa laterală a castelului.
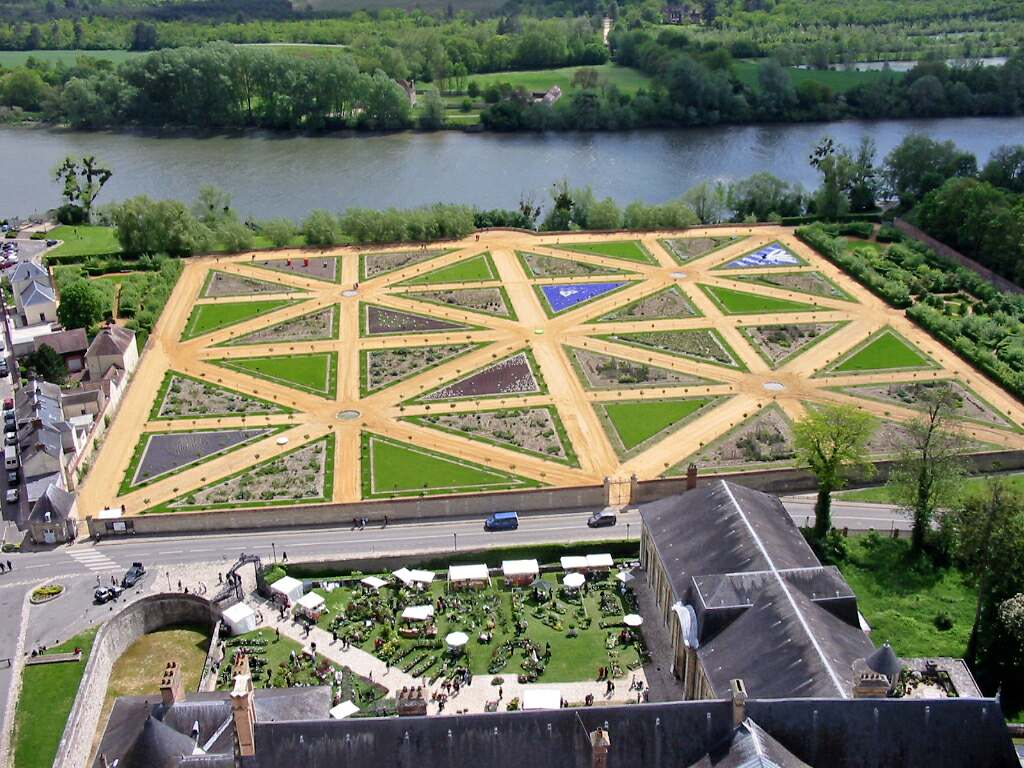
Grădina de legume a castelului.
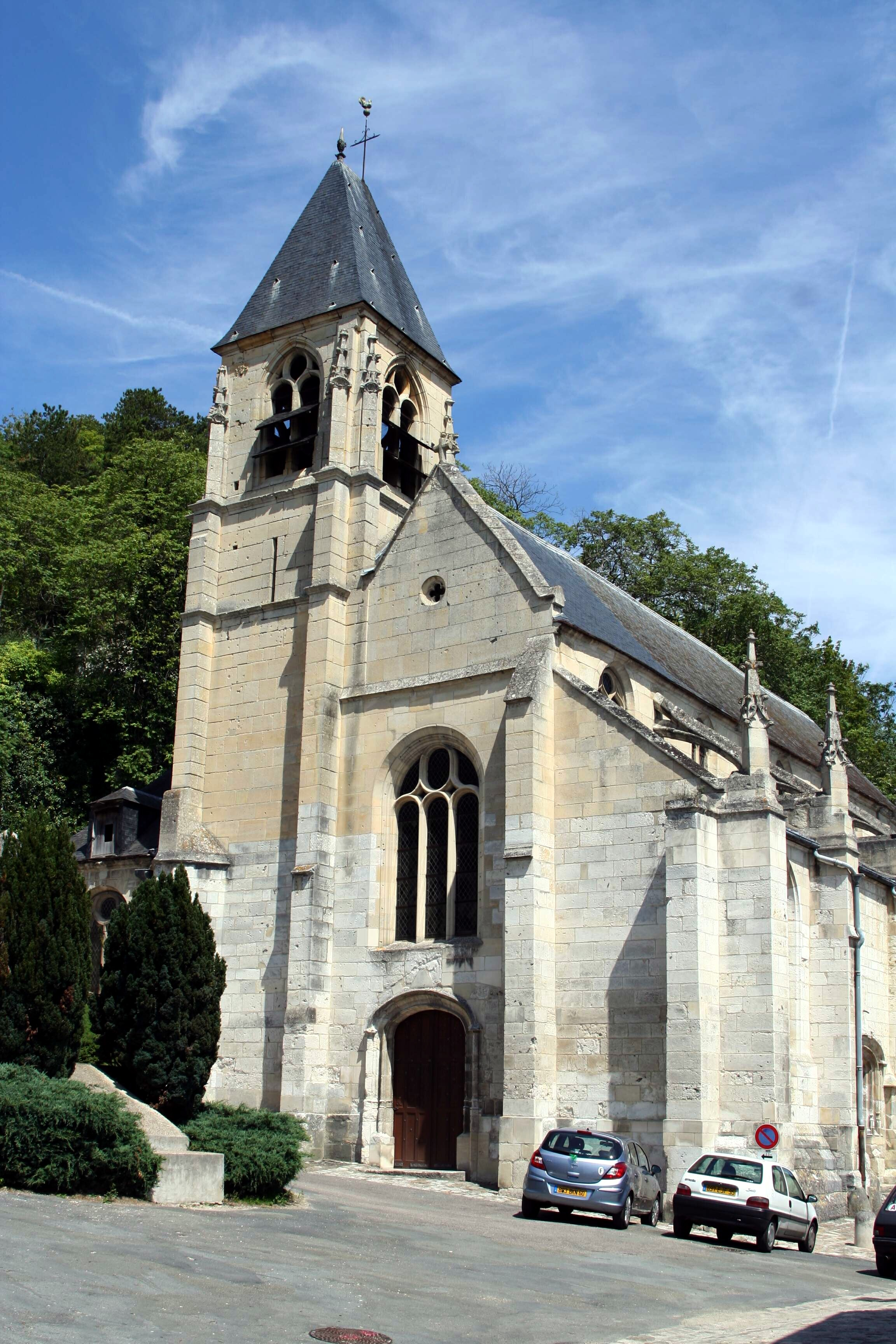
Biserica Saint-Samson.
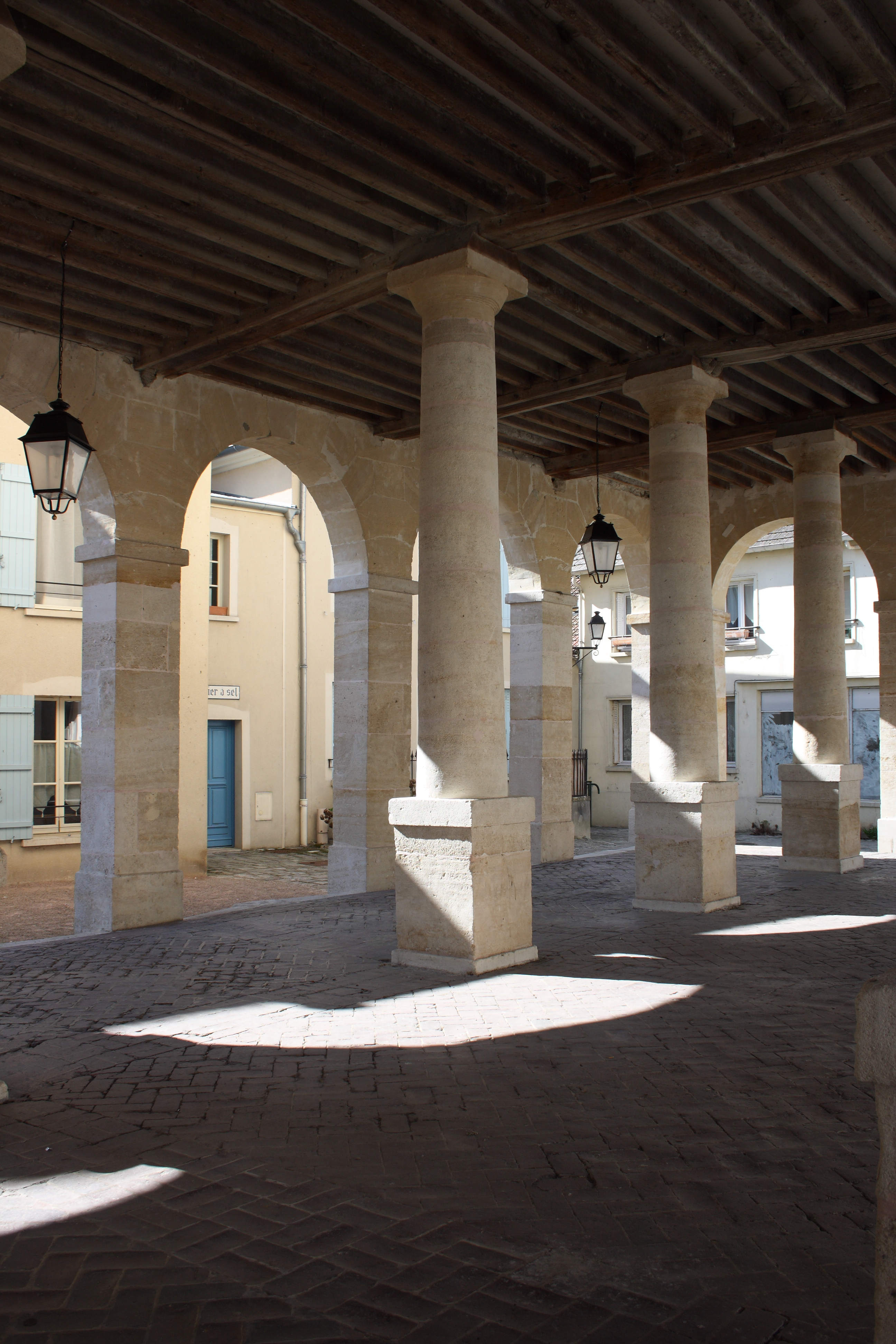
Interiorul halei.
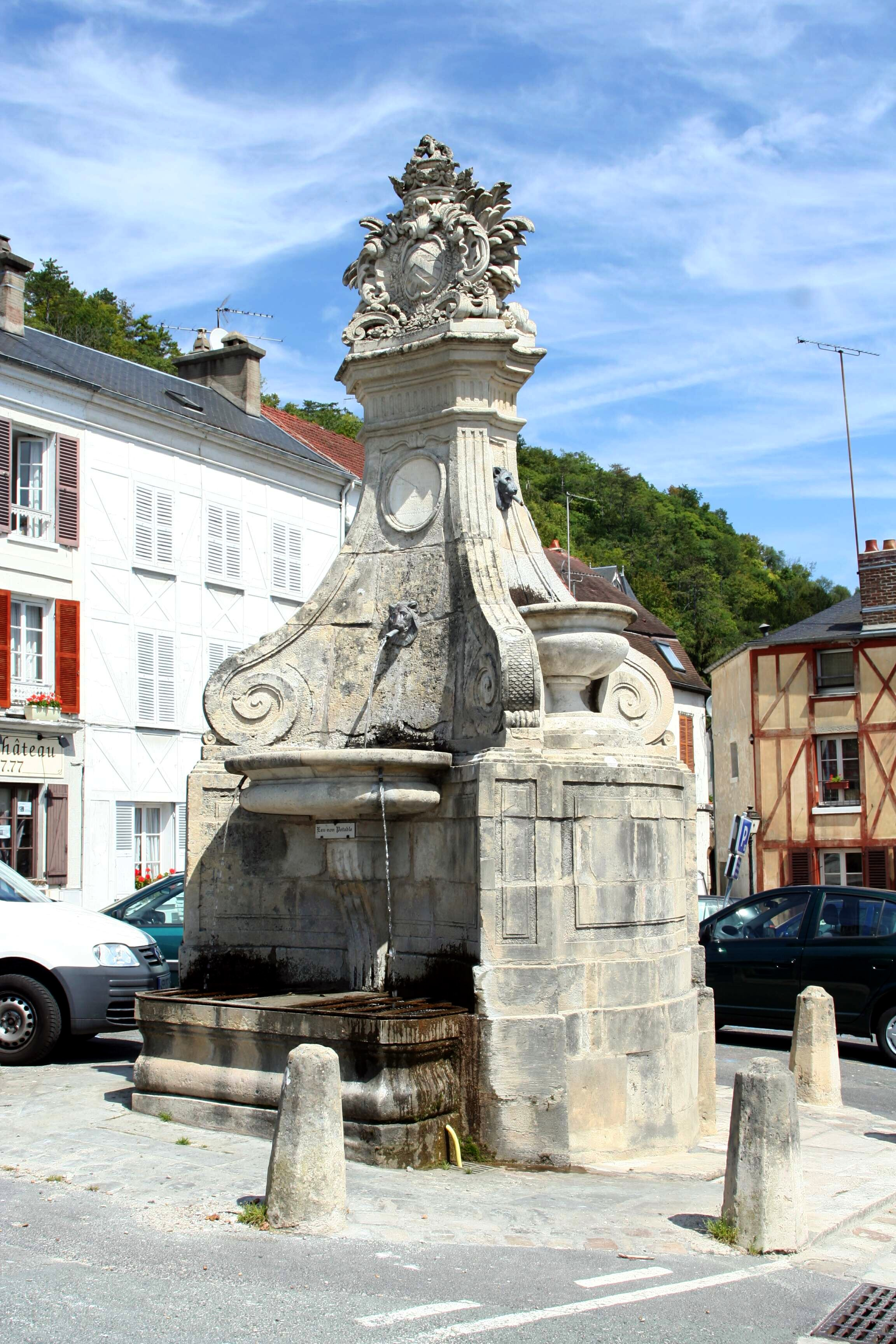
Fântâna monumentală.

- Castelul La Roche-Guyon (donjonul clasat monument istoric prin lista din 1862, castelul clasat prin ordinul din 6 ianuarie 1943[68]) este un ansamblu de construcții compozite, adosate la platoul stâncos, a căror construcție s-a întins din secolul al XII-lea până în secolul al XVIII-lea. Totuși, aspectul actual al castelului este în mare parte datorat ducelui François Alexandre Frédéric de La Rochefoucauld-Liancourt, care a transformat complet proprietatea între 1745 și 1748. Donjonul, în formă de migdală, a fost construit în secolul al XII-lea. Partea sa defensivă era complet orientată spre platoul Vexin și valea Epte, care marca atunci granița cu vecina Normandie, nefiind de așteptat atacuri dinspre Sena, datorită abruptului versantului platoului. Cu o înălțime inițială de 38 de metri, donjonul a fost redus cu o treime din înălțime de ducesa de Erville în timpul Revoluției. Are aproape 12 metri diametru la exterior și doar șase metri la interior. Donjonul este legat de castelul La Roche-Guyon, situat mai jos, printr-o scară subterană de 250 de trepte, săpată în versantul calcaros al platoului în jurul anului 1190, care constituie singura sa cale de acces. Acest tunel subteran ducea inițial la castelul trogloditic, dar accesul a fost blocat după distrugerea acestuia și formează acum un cot spre castelul modern[69].
- Grădina de legume a castelului La Roche-Guyon (clasată monument istoric împreună cu castelul prin ordinul din 6 ianuarie 1943[68]) a fost reconstituită și are o suprafață de aproximativ trei hectare. Grădina a fost redeschisă publicului pe 5 iunie 2004[69].
- Biserica Saint-Samson (inscrisă ca monument istoric prin ordinul din 4 iunie 1926[70]) a început să fie construită în 1404, când regele Carol al VI-lea a acordat permisiunea de a ridica o biserică parohială în afara perimetrului castelului. Cu toate acestea, lucrările au fost curând întrerupte din cauza Războiului de 100 de Ani și au fost reluate abia în al doilea sfert al secolului următor. Biserica este concepută inițial în stil gotic, însă, ca în multe cazuri din secolul al XVI-lea în regiune, finisajele au fost realizate în stil renascentist. Planul său, destul de simplu, prevedea inițial doar o navă centrală de cinci travee, care se termina cu un cor drept, însoțită de două culoare, dintre care ultima traveie se încheie cu un perete oblic. Turnul-clopotniță se ridică deasupra primei travei din partea de nord. Colaterala nordică a fost modificată în secolul al XVIII-lea, când a fost adăugată o serie de patru capele laterale pe partea de nord[71][37].
- Primăria și piața acoperită (inscrisă ca monument istoric prin ordinul din 18 iunie 1946[72]) este un exemplu rar de piață acoperită. Clădirea, inaugurată pe 8 mai 1847, constă într-o hală din piatră destinată pieței, deasupra căreia se află clădirea primăriei[69].
- Fântâna monumentală (inscrisă ca monument istoric prin ordinul din 8 septembrie 1965[73]) a fost ridicată în 1742 de arhitectul Louis Villars. Sculptată de Jamay, era inițial surmontată de un blazon cu armele familiei La Rochefoucauld, care a dat numele pieței. Pe fațada sa occidentală se află o placă de marmură cu un text gravat în Limba latină:

„ Aquam hanc Per summa collium Quatuor fere ab hunc Millibus variis canalibus Ductam publiæ utilitati Addixit Alexander dux Ruppefucaldus Anno MDCCXLII Cura labore et ingenio Ludovici Villars architecti ”

#### Alte elemente ale patrimoniului

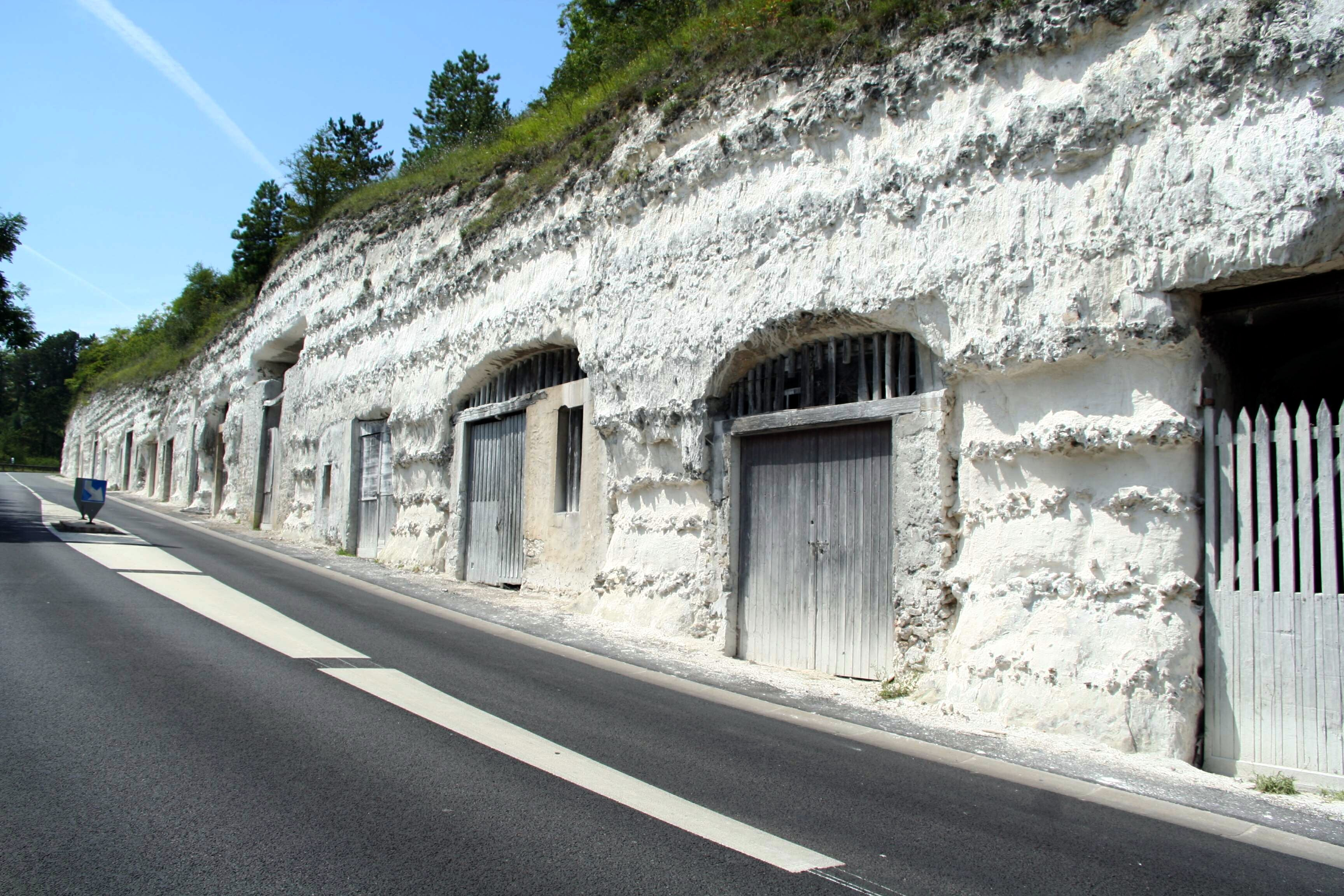
Boves de pe drumul spre Gasny.

- Casematele: Au fost săpate în spatele castelului în timpul celui de-al Doilea Război Mondial. Generalul german Erwin Rommel și-a instalat pentru o vreme cartierul general acolo, după debarcarea din Normandia, ceea ce a atras bombardamentele aviației aliate asupra satului[69].
- Grânarul de sare, sau hotelul gabelei[n 15]: Este o mică clădire din secolul al XVIII-lea, care adăpostește în prezent oficiul de turism[69].
- Boves, pe drumul spre Gasny: Acestea sunt caracteristice satelor trogloditice. Aceste pivnițe săpate în stâncă erau folosite pentru a adăposti rezervele de vin. Destul de înalte și de formă pătrată, cu o suprafață de aproximativ 80 până la 100 m², ele sunt în general închise cu porți și astăzi sunt folosite ca garaje[69].
- „Charrières” sunt străzi abrupte care leagă orașul de jos de creasta platoului.
- Drumul crestelor domină valea Senei și oferă puncte de belvedere impresionante asupra văii și a meandrelor de la Moisson.

### Patrimoniul natural

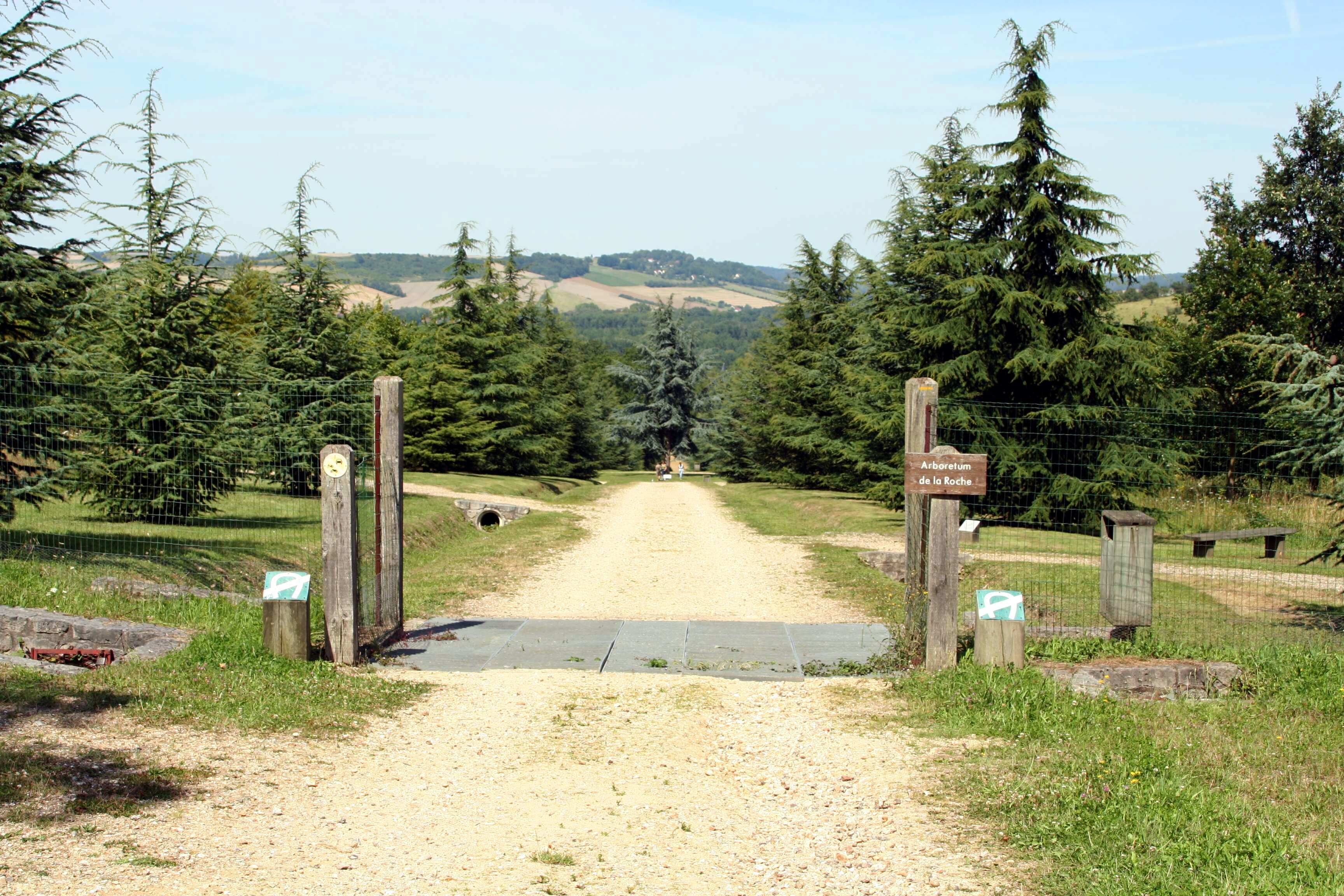
Intrarea în arboretumul de la Roche.

- Pădurea regională de la Roche-Guyon (310 hectare, administrată de Agenția pentru Spații Verzi din regiunea Île-de-France) se află pe platoul calcaros la nord de comună. Arboretumul de la Roche este integrat în mijlocul pădurii regionale de la Roche-Guyon și se întinde pe 12 hectare, oferind o reprezentare geografică originală a regiunii Île-de-France. Fiecare departament este reprezentat de un masiv de arbori caracteristici: goruni pentru Seine-et-Marne, arțari pentru Essonne, carpeni pentru Val-de-Marne, frasini pentru Val-d'Oise, cireși sălbatici pentru Seine-Saint-Denis, tei pentru Hauts-de-Seine, fagi pentru Yvelines și platani, în centru, pentru Paris. Cursurile de apă sunt reprezentate de benzi de gazon.
- „Rezervația naturală națională a versanților Senei”, creată în 2009, acoperă aproximativ 268 de hectare. Falezele sale de cretă, expuse spre sud, găzduiesc o floră specifică, incluzând în special specii termofile și heliofile, adaptate la climatul cald și însorit.
- Sit-ul Natura 2000 „Coteaux et boucle de la Seine”[74], creat în 2010, include o parte din teritoriul comunei.

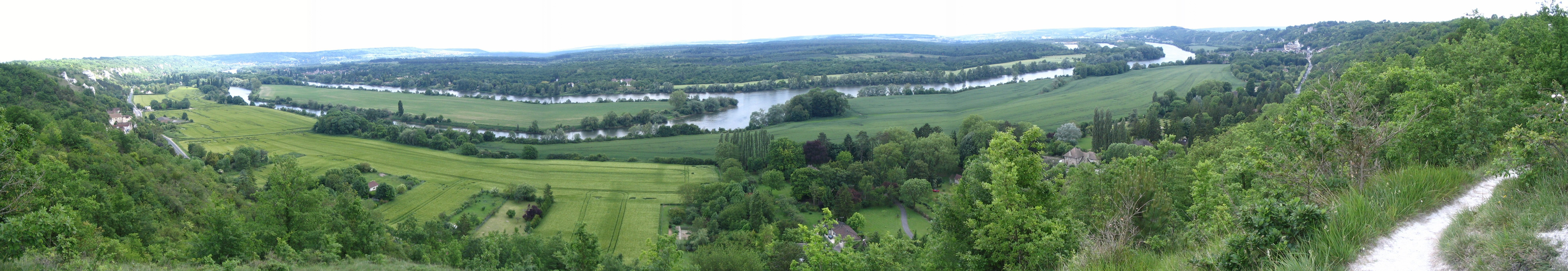
La Roche-Guyon: sit Natura 2000 Coteaux et boucle de la Seine.

### Patrimoniul cultural

#### Literatură
În secolul al XIX-lea, unul dintre proprietarii și locuitorii castelului La Roche-Guyon, ducele și cardinalul Louis-François de Rohan-Chabot, l-a invitat să stea acolo pe poetul, scriitorul, istoricul și omul politic Alphonse de Lamartine. Acesta a scris una dintre cele mai admirabile meditații poetice ale sale în acel loc: Săptămâna Mare la La Roche-Guyon.
Autorul benzilor desenate Blake et Mortimer, Edgar P. Jacobs, a situat acțiunea albumului său Le Piège diabolique la La Roche-Guyon și își imaginează că localitatea va fi legată de Paris printr-un fel de RER, cu puțin timp înainte de anul 2050.
Locul La Roche-Guyon este menționat în romanul Străinii de Sándor Márai.

#### Pictură

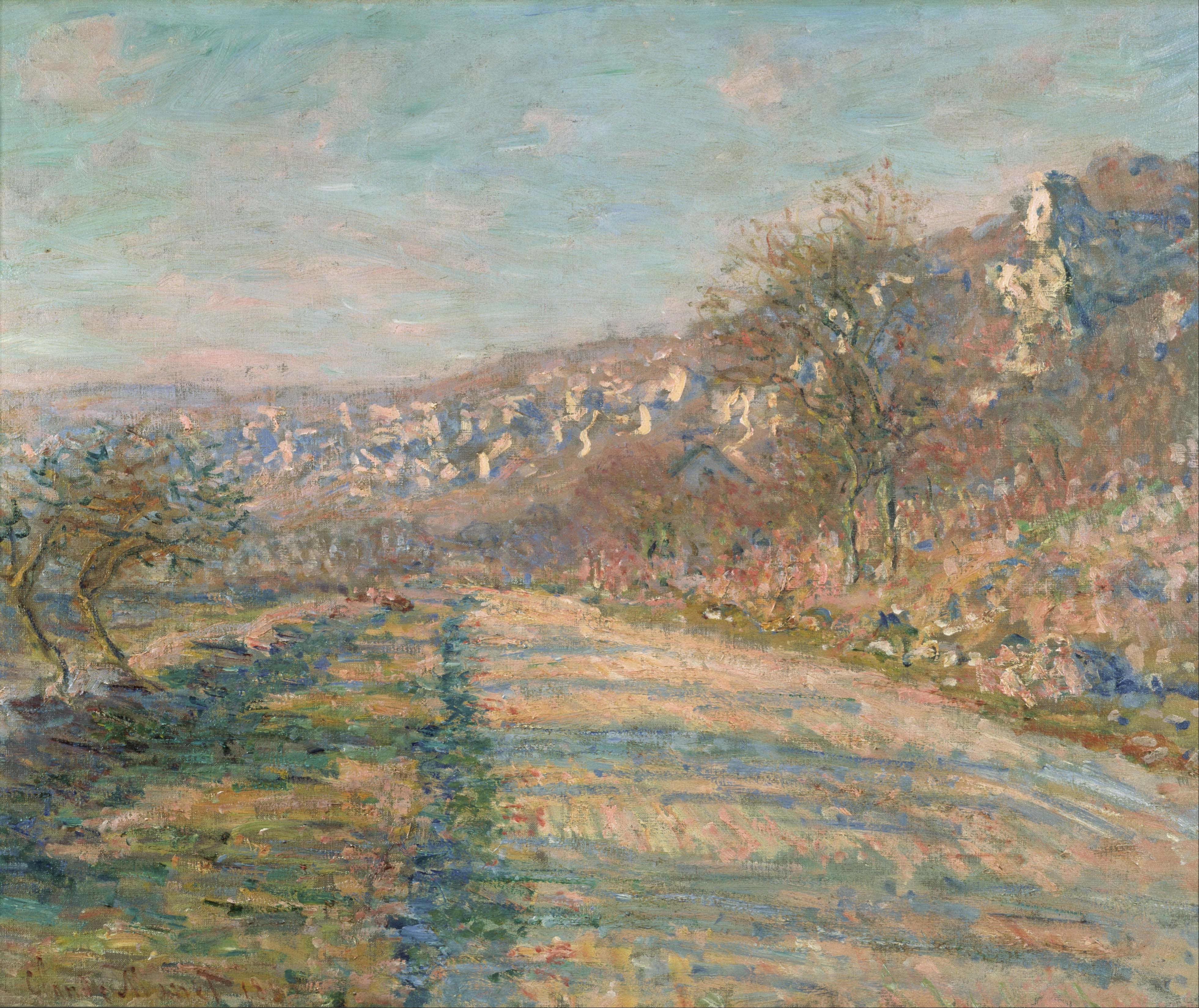
La route de La Roche-Guyon, 1880, Claude Monet (National Museum of Western Art, Tokyo).

În secolul al XVIII-lea, dealul de la La Roche-Guyon și castelul său trogloditic au fost pictate ca peisaje pitorești de către pictorul Hubert Robert.
În secolul al XIX-lea, Claude Monet, care a locuit în apropiere la Vétheuil și apoi la Giverny, a pictat și peisaje din La Roche-Guyon și falezele sale.
În secolul al XX-lea, Georges Braque a reprezentat satul La Roche-Guyon în 1909, în perioada sa cunoscută sub numele de cubism analitic, în special în lucrarea La Roche-Guyon, care se află la Lille Métropole Musée d'art moderne, d'art contemporain et d'art brut, dar și în La Roche-Guyon : le château, aflat la Moderna Museet din Stockholm. Alte versiuni ale acestei lucrări pot fi găsite la Van Abbemuseum din Eindhoven, Muzeul de Arte Frumoase Pușkin din Moscova și la Metropolitan Museum of Art din New York.

#### La Roche-Guyon în cinema și televiziune
Mai multe filme au fost turnate la La Roche-Guyon:
- 1964: Fantomas, regizat de André Hunebelle.
- 1968: Béru et ces dames, regizat de Guy Lefranc, bazat pe seria de romane polițiste San Antonio de Frédéric Dard.
- 1998: Les Couloirs du temps : Les Visiteurs 2, regizat de Jean-Marie Poiré.
- 2004: D-Day, leur jour le plus long, regizat de Richard Dale (coproducție a mai multor companii de televiziune, inclusiv BBC și France 2), în care unele scene au fost filmate în castelul La Roche-Guyon.

### Personalități

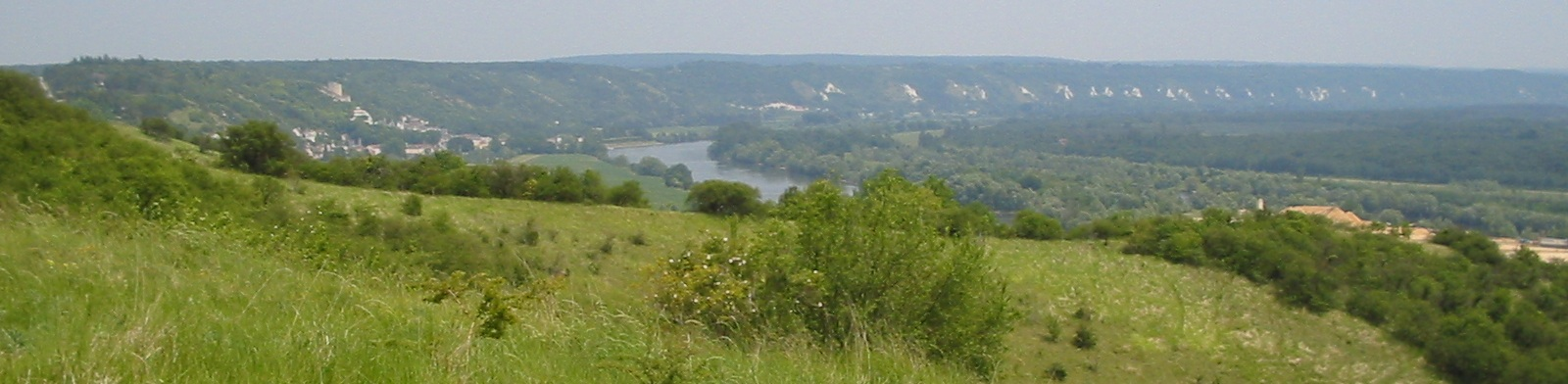
Peisaj din La Roche-Guyon și valea Senei.

- François Alexandre Frédéric de La Rochefoucauld-Liancourt (1747 - 1827), om politic care s-a născut aici;
- Victor Hugo (1802-1885) a locuit la La Roche-Guyon între 1820 și 1835[77].
- Edgar P. Jacobs (1904-1987), colaborator al lui Hergé și apoi autor de benzi desenate, s-a inspirat din situl La Roche-Guyon pentru Le Piège diabolique din seria de benzi desenate Blake et Mortimer.
- Ernst Jünger (1895-1998), scriitor german, a locuit la La Roche-Guyon în timpul ocupației, pe care o descrie în Jurnalul său de război[77].
- Jean Kemm (1874-1940), actor și regizor, a trăit în comuna La Roche-Guyon și a murit acolo.
- Joseph Kosma (1905-1969), compozitor, s-a stabilit la La Roche-Guyon în anii 1950 și și-a petrecut acolo ultimele zile din viață.
- Jean-Dominique de La Rochefoucauld (1931-2011) este înmormântat în comuna La Roche-Guyon.
- Alphonse de Lamartine (1790-1869) a locuit la La Roche-Guyon și a scris acolo La Semaine sainte à la Roche-Guyon, al 20-lea poem din Méditations poétiques[77].
- Erwin Rommel (1891-1944), general german, comandant al Grupului de Armate B și responsabil de Zidul Atlanticului, și-a stabilit cartierul general la castelul La Roche-Guyon în februarie 1944.